# Bielsk Podlaski
Bielsk Podlaski – miasto w Polsce, w województwie podlaskim, siedziba powiatu bielskiego oraz gminy wiejskiej Bielsk Podlaski.
Był miastem królewskim Korony Królestwa Polskiego, w starostwie bielskim w ziemi bielskiej województwa podlaskiego w 1795 roku. W latach 1975–1998 miasto administracyjnie należało do województwa białostockiego.
Położone na Równinie Bielskiej, nad rzeką Białą, około 50 km na południe od Białegostoku.
Duży ośrodek przemysłu budowlanego; zakłady metalowe, włókiennicze, produkcji napojów gazowanych, przetwórstwa rybnego. Centrum edukacji, jedyne w Polsce Policealne Studium Ikonograficzne; od lat 1992–1993 miejsce festiwali białoruskiej pieśni autorskiej „Jesień Bardów”, Piosenki Religijnej „Śpiewajmy Panu”, Kultury Ukraińskiej „Podlaska Jesień”.

## Toponimia
Nazwanie odrzeczne, od rzeki Biała nad którą miasto jest położone. Bielsk gród nad Białą. Na Mazowszu i Pomorzu bardzo często grody nadrzeczne nazywano z pomocą przymiotnikowego przyrostka -sk np. Płońsk od rz. Płoni. Jeszcze częściej nazywano tak grody w języku ruskim: Połock, Kursk, Smoleńsk. Dla odróżnienia od innych Bielsków dodano określnik Podlaski od Podlasie.

## Struktura powierzchni
Według danych z 2002 Bielsk Podlaski ma obszar 26,88 km², w tym:
- użytki rolne: 72%
- użytki leśne: 2%

Miasto stanowi 1,94% powierzchni powiatu.

## Demografia
W 1563 r. Bielsk liczył wraz z przedmieściami 830 domów (w tym 36 na terenie jurydyki Podzameckiej) i 220 we wsiach miejskich, lustracja z 1576 r. wymieniała 557 domów w mieście oraz 193 place (bez jurydyk) co pozwala szacować ludność Bielska na ponad 3300 mieszkańców w drugiej połowie XVI w.
Według spisu ludności z 30 września 1921 roku w Bielsku mieszkało 4759 osób w 648 domach, 2239 podało narodowość żydowską, 1904 – polską, 491 – białoruską, 120 – rosyjską, 2 – niemiecką, 1 – czeską, 1 – litewską, 1 – rusińską narodowość. 2392 osób było wyznania mojżeszowego, 1331 rzymskokatolickiego, 1013 osób było wyznania prawosławnego, 14 ewangelickiego, 8 zadeklarowało przynależność do wyznania greckokatolickiego, 1 – bezwyznaniowiec.
Dane z 31 grudnia 2014:
| Opis                          | Ogółem    | Ogółem    | Kobiety   | Kobiety   | Mężczyźni | Mężczyźni |
| ----------------------------- | --------- | --------- | --------- | --------- | --------- | --------- |
| Jednostka                     | osób      | %         | osób      | %         | osób      | %         |
| Populacja                     | 26 249    | 100       | 13 604    | 51,83     | 12 645    | 48,17     |
| Powierzchnia                  | 27,01 km² | 27,01 km² | 27,01 km² | 27,01 km² | 27,01 km² | 27,01 km² |
| Gęstość zaludnienia [os./km²] | 972       | 972       | 503,66    | 503,66    | 468,34    | 468,34    |

Piramida wieku mieszkańców Bielska Podlaskiego w 2014 roku.

## Historia
- II wiek p.n.e. – ślady osadnictwa w Bielsku i okolicach (Haćki, Hryniewicze Duże)
- Prawdopodobnie w XII wieku został przez książąt kijowskich[potrzebny przypis] założony na terenie Bielska gród

### XIII wiek

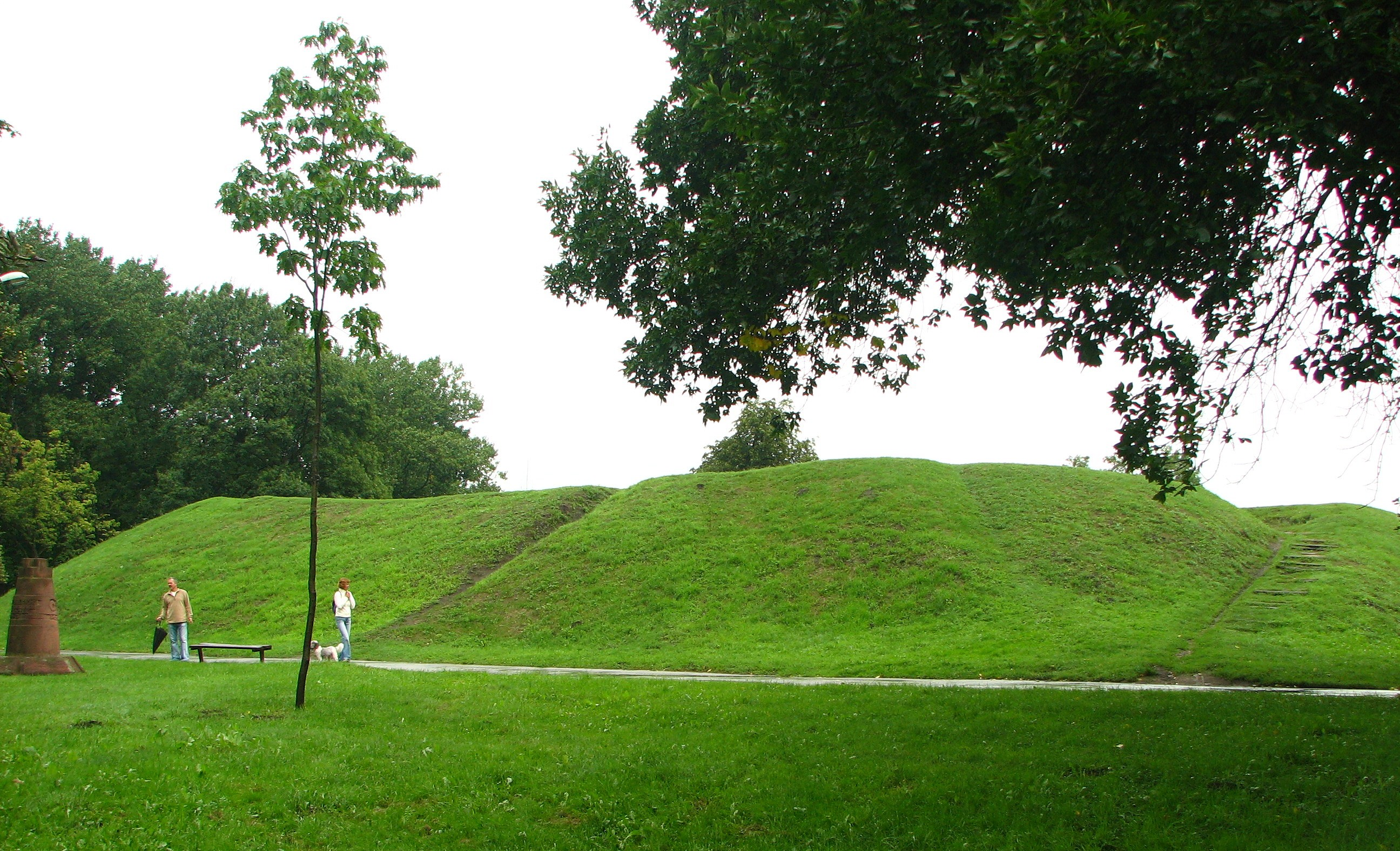
Góra Zamkowa – miejsce pierwotnego grodu bielskiego, którego początek przypada na XII/XIII wiek

- 1253 – pierwsza wzmianka o Bielsku w latopisie halicko-wołyńskim
- 1264 – wzmianka o bitwie z Jaćwingami w okolicach grodu
- 1273 – zajęcie grodu przez księcia litewskiego Trojdena

### XIV wiek
- ok. 1323 Podlasie dostało się pod panowanie litewskiego księcia Giedymina
- 1346 – Podlasie atakowane jest przez krzyżaków
- 1366 – w traktacie pokojowym z litewskim księciem Olgierdem król Kazimierz Wielki określa Bielsk jako gród pod władzą jego brata Kiejstuta
- 1379 – prawdopodobny najazd krzyżaków pod dowództwem Teodoryka von Elner komtura Bałgi[12]
- 1382 – książę mazowiecki Janusz I Starszy wykorzystuje wojnę domową na Litwie między Kiejstutem i Jagiełłą i zajmuje gród (a także Drohiczyn, Suraż i Mielnik)
- 1383 – wiosną Władysław Jagiełło wypiera księcia Janusza z Bielska i przekazuje go Witoldowi Kiejstutowiczowi
- 1390 – król Władysław Jagiełło przekazuje mazowieckiemu księciu Januszowi I grody w Bielsku, Surażu, Drohiczynie, Mielniku[13]. Rok później Jagiełło potwierdził tę darowiznę na zamku w Łęczycy[14]

### XV wiek

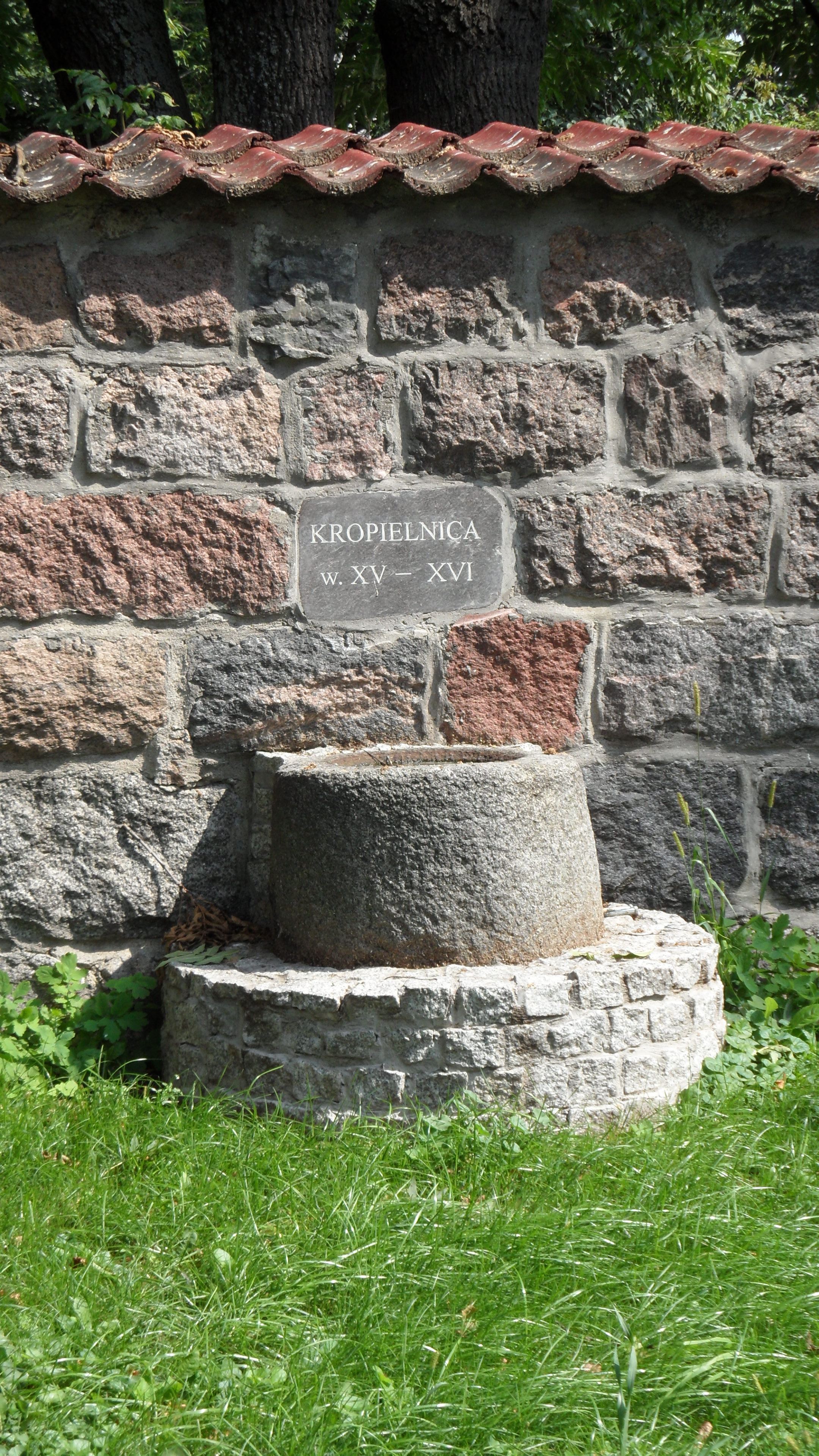
Zabytkowa kropielnica przy kościele parafialnym pw. Narodzenia NMP i św. Mikołaja

- 1408 – Jagiełło przekazuje gród Witoldowi
- 1410 – w skład dwóch podlaskich chorągwi wystawionych przeciwko krzyżakom weszła chorągiew drohicka, w której walczyli bielszczanie
- po 26 listopada 1412 – w Bielsku przebywa król Władysław II Jagiełło w drodze na Litwę. Wzrasta ranga Bielska leżącego na trasie z Krakowa do Grodna i Wilna
- 1413 – ziemia drohicka, na terenie której leżał Bielsk, została włączona do utworzonego Województwa trockiego
- 2 stycznia 1430 – ustanowienie w Grodnie wójtostwa dla wójta Andrzeja przez wielkiego księcia litewskiego Witolda. Napłynięcie większej ilości osadników polskich i niemieckich
- 1440
  - wiosna – miasto bez walki zajmuje książę mazowiecki Bolesław IV
  - czerwiec – w mieście przebywa późniejszy król wielki książę litewski Kazimierz Jagiellończyk z 2 tys. „kopijników” w drodze na Litwę
- 26 listopada 1486 – w mieście przebywa król Kazimierz Jagiellończyk w drodze z Litwy
- 1487 – pierwsza wzmianka o Żydach mieszkających w Bielsku – Kazimierz Jagiellończyk oddał w dzierżawę komorę celną w mieście dwóm Żydom z Łucka[15]
- 18 listopada 1495 – nadanie prawa magdeburskiego przez Aleksandra Jagiellończyka i połączenie miasta lackiego i ruskiego. Przywilej ustanawiał dożywotni urząd wójta, który objął Jakub Hoppen z Gdańska
- 28 września 1496 – w mieście nocuje król Aleksander Jagiellończyk w drodze z Wilna
- 18 lipca 1499 – kolejny przywilej zwalnia mieszczan spod sądowej władzy namiestnika książęcego
- koniec XV w. – powstanie prawosławnego klasztoru św. Mikołaja[16]

### XVI wiek[17]
- 1501
  - 9–18 września – w mieście odbył się zjazd rady litewskiej z udziałem króla
  - 3 listopada – zwolniono mieszczan spod sądowej władzy starosty
- 14 listopada 1505 – w mieście nocuje król Aleksander Jagiellończyk w drodze do Grodna
- 1506
  - 20 grudnia – w mieście przebywa Zygmunt I Stary w drodze do Mielnika
- 1507 – królowa Helena, wdowa po królu Aleksandrze Jagiellończyku, otrzymała od Zygmunta I Starego dożywotnie władanie nad Bielskiem, Surażem i Brańskiem[18]
- 22–25 lutego 1509 – w mieście w drodze na sejm do Piotrkowa przebywa król Zygmunt Stary
- 1513 – Bielsk zostaje stolicą nowo utworzonego województwa podlaskiego[19]
- 1516 – powstaje cech rzeźników
- 1530 – ziemia bielska zostaje kupiona od Gasztołdów przez królową Bonę
- 1542 – wzmiankowana jest synagoga i istniejąca gmina żydowska[15]
- 1549 – powstaje cech szewców
- 1563 – według rejestru pomiary włócznej w mieście było 830 domów. Plan miasta „Bielsk Podlaski w 1563 roku” zrekonstruowany został wraz z komentarzem w serii „Atlas historyczny Polski. Mapy szczegółowe XVI wieku”, t. 8[20]
- 1564

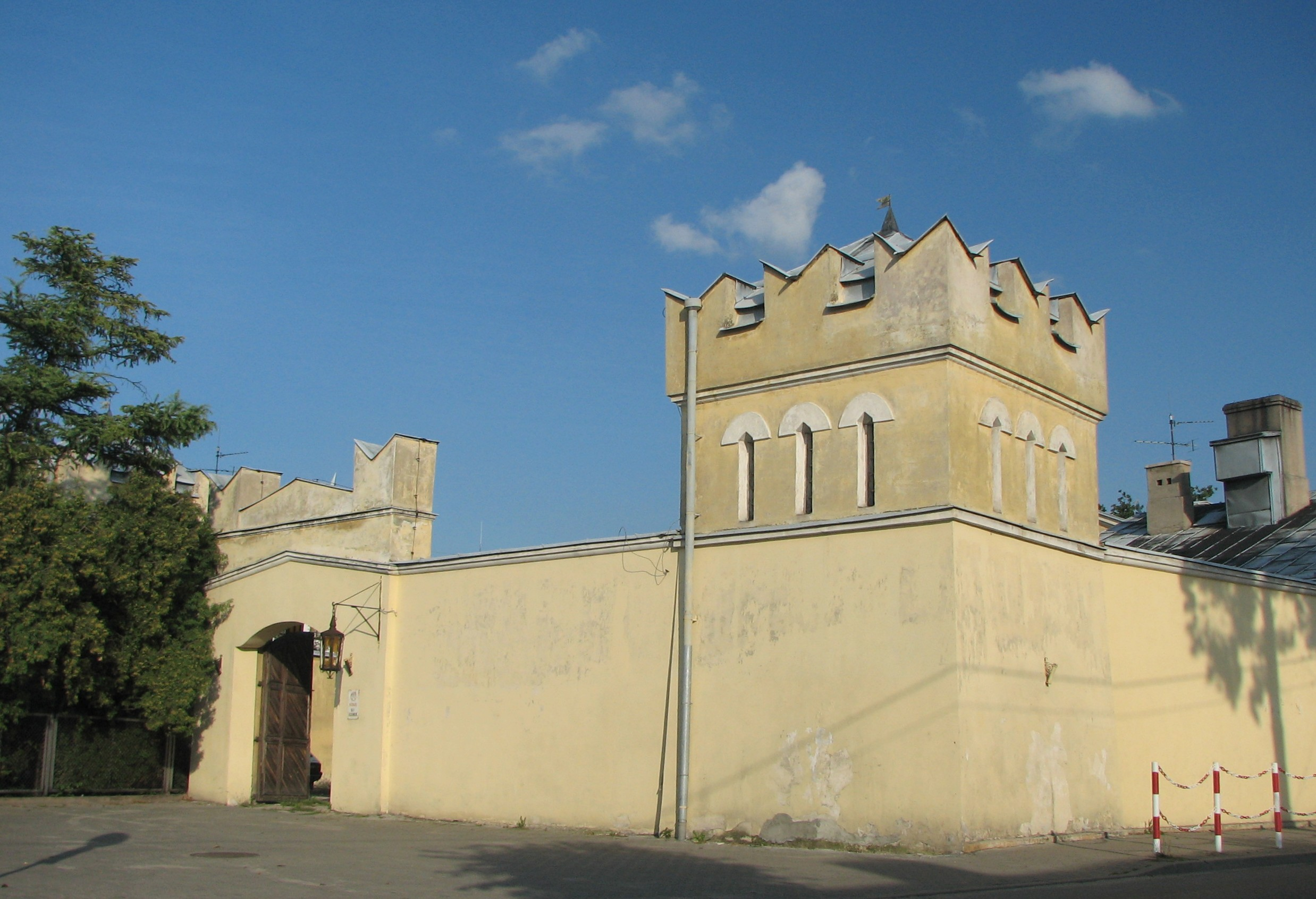
Karmelicki zespół klasztorny z 1641

- zebrał się tu sejm walny Wielkiego Księstwa Litewskiego[21]
  - 20 maja –9 lipca w Bielsku przebywa król Zygmunt August
  - 22 lipca[22] – pożar zamku bielskiego, na którym obradował Zygmunt August z prymasem Jakubem Uchańskim na temat nowej unii polsko-litewskiej, miały wówczas miejsce prace nad redakcją II Statutu Litewskiego. Król obserwował płonący drewniany zamek z przyzamkowych stajni. Nowy zamek dla starosty powstał na Hołowiesku, zaś sądy ziemskie przeniesiono do Brańska
  - proces o mord rytualny Żydów, w związku z którym król Zygmunt wydaje dwa manifesty
- 1561 – Zygmunt August wydzierżawił na 4,5 roku bielskim Żydom prawo do warzenia piwa w Bielsku, Narwi i Kleszczelach.
- 1569 – Włączenie Bielska wraz z województwem podlaskim do Korony Polskiej na mocy unii lubelskiej. Powstaje cech kuśnierzy
- 1571 – powstają cechy piwowarów i słodowników, czapników i krawców
- 1576 – w mieście jest 265 rzemieślników w tym 63 garbarzy i 39 szewców oraz 5 młynów na rzece Białej
- 1591 – pożar niszczy miasto z kościołem i szpitalem św. Marcina (nie odbudowanymi)

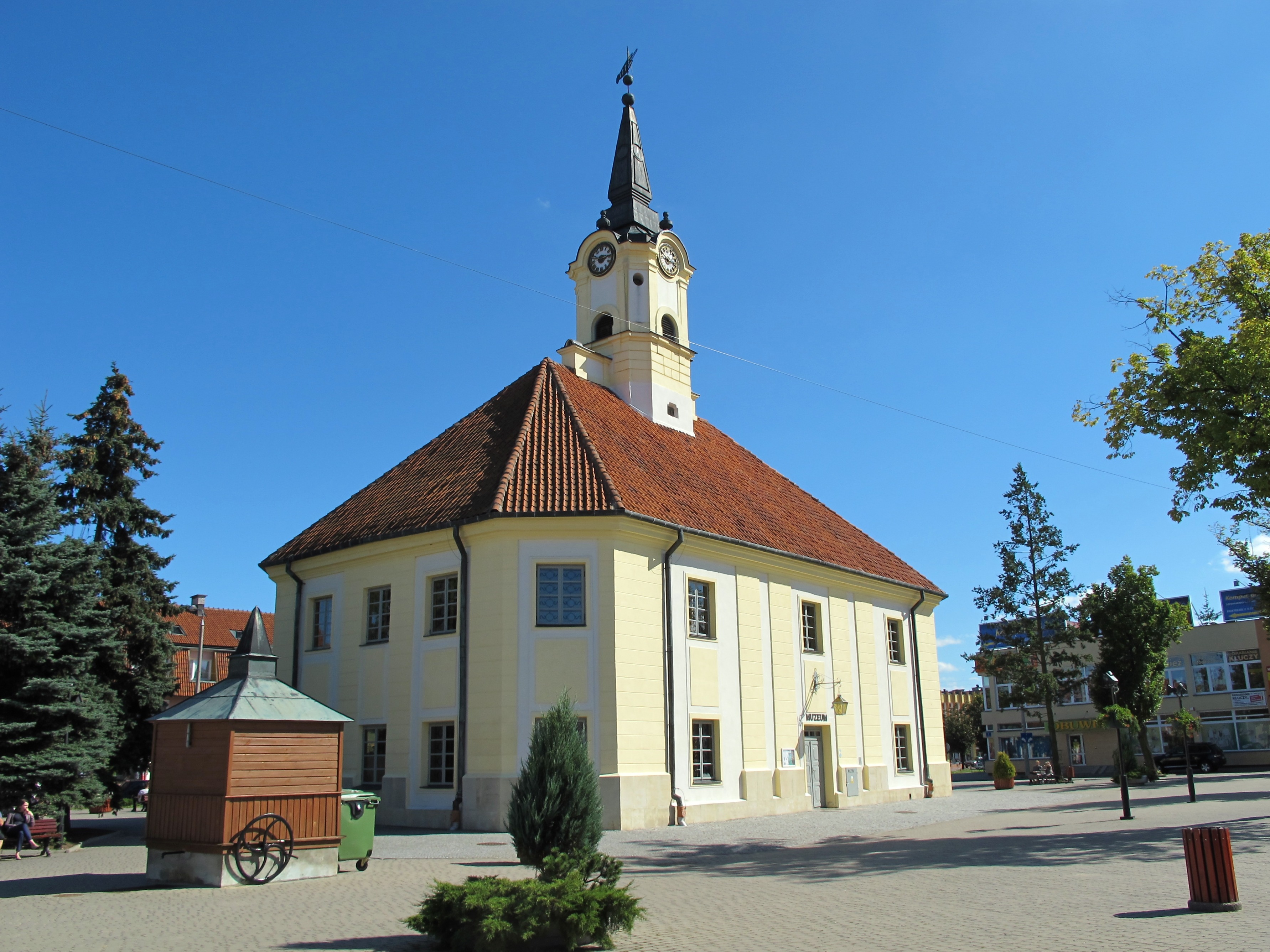
Ratusz barokowy z 1776 r., obecnie Muzeum Miejskie

### XVII wiek
- 1641 – wybudowanie Kościoła pw. Matki Boskiej i klasztoru karmelitów z fundacji Adama Kazanowskiego
- 1648 – starcie w Bielsku roty pieszej pod wodzą Samuela Juszkiewicza zaatakowanej przez stojące tam chorągwie Koryckiego i Turobojskiego[23]
- 1655 – zniszczenie w czasie potopu szwedzkiego dużej części miasta
- 1659 – przeniesienie nowicjatu karmelitów z Wilna do Bielska

### XVIII wiek
- 1776–1780 – został wzniesiony w stylu późnobarokowym Ratusz Miejski
- 1779–1781 – w mieście działała królewska komisja Boni Ordinis (Dobrego Porządku). W mieście było wtedy 97 rzemieślników
- 1784 – pożar miasta, po którym powstaje nowy ratusz i świątynie fundacji Izabelli Elżbiety Branickiej
- 1796 – zaborcy pruscy likwidują klasztor karmelitów i otwierają w nim więzienie

### Zabory

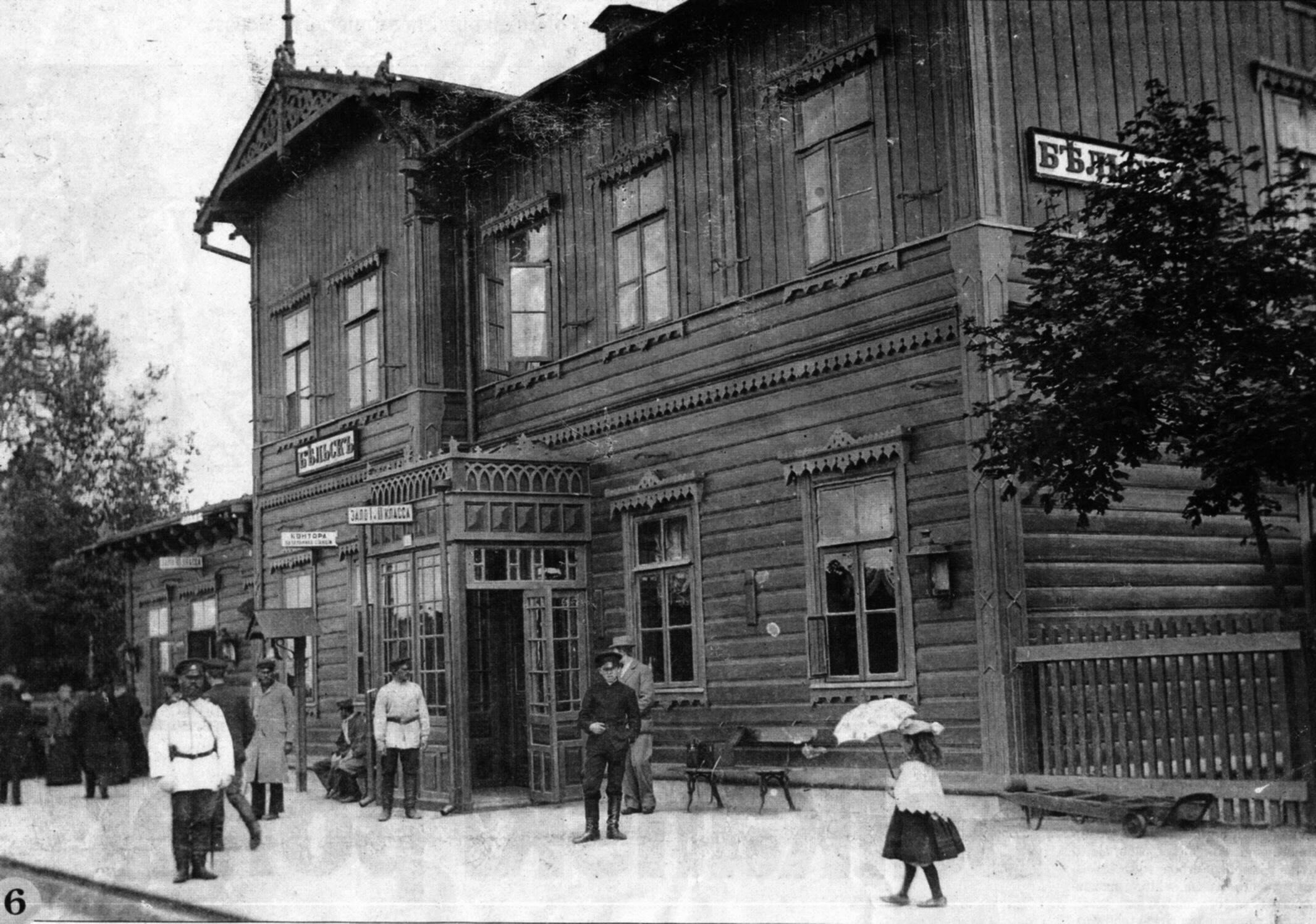
Dworzec kolejowy w Bielsku w czasach zaboru rosyjskiego

- 1795–1807 – Bielsk w zaborze pruskim
- 1802 – Żydzi uzyskują prawo do osiedlania się w mieście
- 1807 – Bielsk po pokoju w Tylży przechodzi pod zabór rosyjski, ponowne powstanie gminy żydowskiej
- 1812 – przez miasto przechodzą wojska Napoleona
- 1825 – likwidacja monasteru św. Mikołaja z powodu zbyt małej liczby powołań; cerkiew klasztorna zachowuje funkcje parafialnej[16]
- 1831 – mieszkańcy Bielska biorą udział w powstaniu listopadowym, epidemia cholery
- 1839 – kasata unii w Cesarstwie Rosyjskim
- 1843 – miasto przyłączono do guberni grodzieńskiej
- 1847 – liczba Żydów w mieście sięgnęła 298 osób[15]
- 1855 – następna epidemia cholery
- 1861 – zgodnie z danymi mieszkało tu 1256 Żydów[15]
- 1863 – mieszkańcy Bielska biorą udział w powstaniu styczniowym, m.in. w bitwie pod Puchłami i Siemiatyczami, wykonanie w mieście wyroku przez powieszenie na powstańcu Dominiku Bejdzie
- XIX wiek – w dzielnicy Park stacjonuje garnizon wojsk rosyjskich
- 1873 – doprowadzenie linii kolejowej do Brześcia
- 1915 – część mieszkańców ucieka przed wojskami niemieckimi w czasie I wojny światowej (bieżeństwo), spalenie dworca kolejowego

### II Rzeczpospolita
- 1919

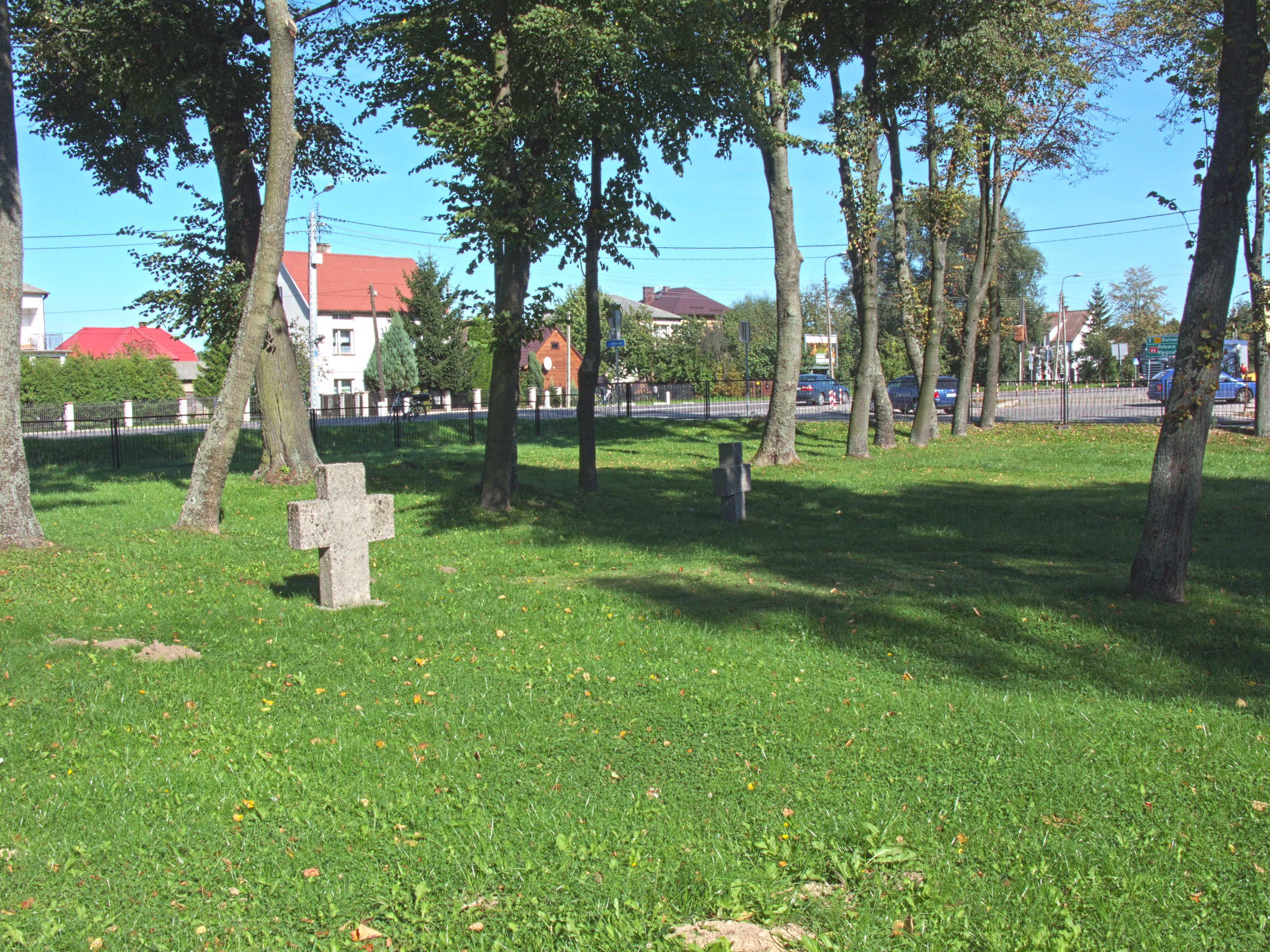
Cmentarz żołnierzy niemieckich z okresu I wojny światowej

  - 19 lutego – opuszczenie miasta przez niemieckie wojska okupacyjne i wkroczenie witanych z entuzjazmem oddziałów POW
  - założenie gimnazjum i szpitala powiatowego
- 1920
  - 29 lipca – miasto zajmują bolszewicy w czasie wojny polsko-bolszewickiej
  - 20 sierpnia – odbicie miasta przez III batalion 1 pułku piechoty Legionów
- 1921 – powstanie Spółdzielni Rolniczo-Handlowej „Rolnik”
- 1923–1937 – burmistrzem miasta był Władysław Żarniewicz
- 1924 – uruchomienie pierwszej elektrowni miejskiej, początek elektryfikacji
- 1925 – otwarcie Rocznej Koedukacyjnej Szkoły Handlowej kierowanej przez Jana Nowotarskiego[24]
- 1925–1928 – budowa nowego gmachu gimnazjum (liceum)

- 1929 – miasto liczy 5567 mieszkańców. Siedziba powiatowej komendy policji, urzędu skarbowego podatków i opłat; istnieje Kasa Skarbowa, powiatowy zarząd drogowy, powiatowy urząd ziemski, inspektorat szkolny, wydział powiatowy, dwa kościoły katolickie obrządku łacińskiego, dwa greckokatolickie, kilka cerkwi prawosławnych i synagoga. Działało gimnazjum, prepranda nauczycielska, kursy handlowe. Był tu szpital powiatowy. Działały: Oddział Związku Kupców Żydowskich, Oddział Związku Kupców Polskich, Związek Ziemian, Okręgowe Towarzystwo Rolnicze, Koło Pszczelarzy, Związek Rzemieślników, Związek Masarzy. Istniała elektrownia[25].
- 1932–1939 – starostą bielskim był Zelisław Januszkiewicz
- 1932 – ukazuje się pierwszy numer „Gazety Bielskiej”
- 1936 – pierwszy numer powiatowego miesięcznika „Plon”
- 1937–1939 – burmistrzem miasta był Alfons Erdman
- 1938 – oddanie do użytku nowej szkoły powszechnej (obecnie SP nr 4)
- 1939
  - 11 czerwca – uruchomienie 1500-tonowego spichlerza przy dworcu kolejowym
  - 18 czerwca – przekazanie 35 pułkowi piechoty dwóch karabinów maszynowych ufundowanych przez młodzież powiatu bielskiego, w której to uroczystości wzięło udział 5 tys. mieszkańców. Dar odebrał gen. Franciszek Kleeberg

### II wojna światowa

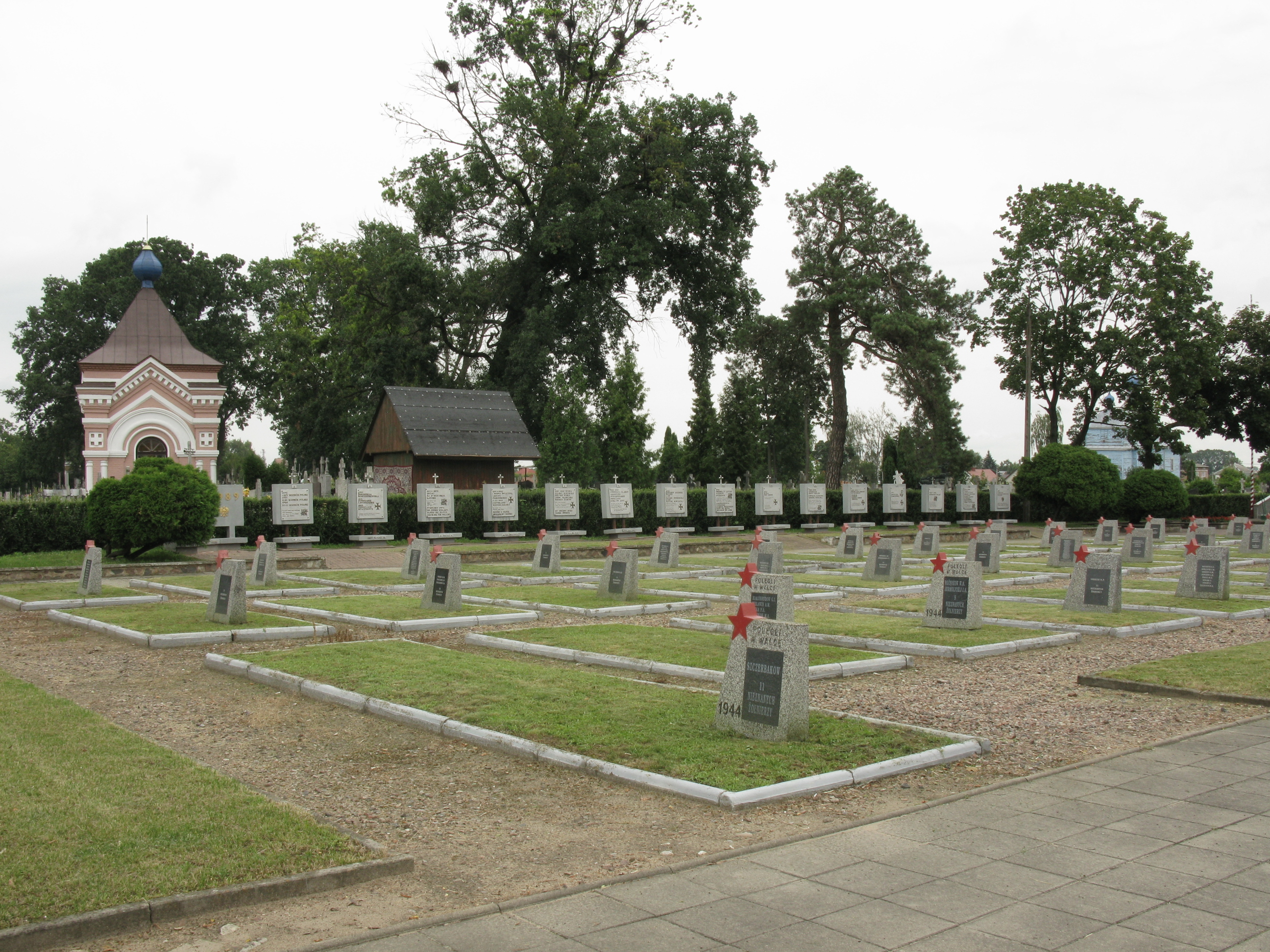
Cmentarz żołnierzy radzieckich, z lewej kaplica grobowa w prawosławnej części cmentarza

- 15–23 września 1939 – pierwsza okupacja miasta przez wojska niemieckie i przekazanie przez nich miasta sojuszniczym wojskom radzieckim
- 23 września 1939–1941 – okupacja radziecka. Pierwsze wywózki na Syberię
- 22 czerwca 1941 – zbombardowanie miasta przez Luftwaffe i ponowne wkroczenie do miasta Niemców. Zamordowanie w lesie pilickim ok. 800 Polaków (m.in. nauczycieli, urzędników, księży)
- sierpień 1941 – utworzenie getta dla ludności żydowskiej.

- jesień 1941 – uruchomienie przez Niemców Karnego Obozu Pracy u zbiegu ulic Zamkowej i Poniatowskiego w budynku byłej szkoły żydowskiej[26].
- 2 listopada 1942 – likwidacja getta i zamordowanie przez Niemców około 100 Żydów pomiędzy ulicą Jagiellońską i Wąską. Wywiezienie części do obozu zagłady w Treblince i Białegostoku
- lipiec 1943 – rozstrzelanie przez Niemców w lesie koło wsi Piliki 50 mieszkańców Bielska (w tym 16 dzieci, byłego burmistrza Erdmana i trzech księży katolickich: Borowskiego, Opiatowskiego i Olszewskiego)[27]
- 1943 – powstaje budynek obecnego Urzędu Skarbowego
- 30 lipca 1944 – zdobycie miasta przez oddziały Armii Czerwonej (53 korpus 48 Armii i 105 korpus 65 Armii)[28].

### Polska Ludowa

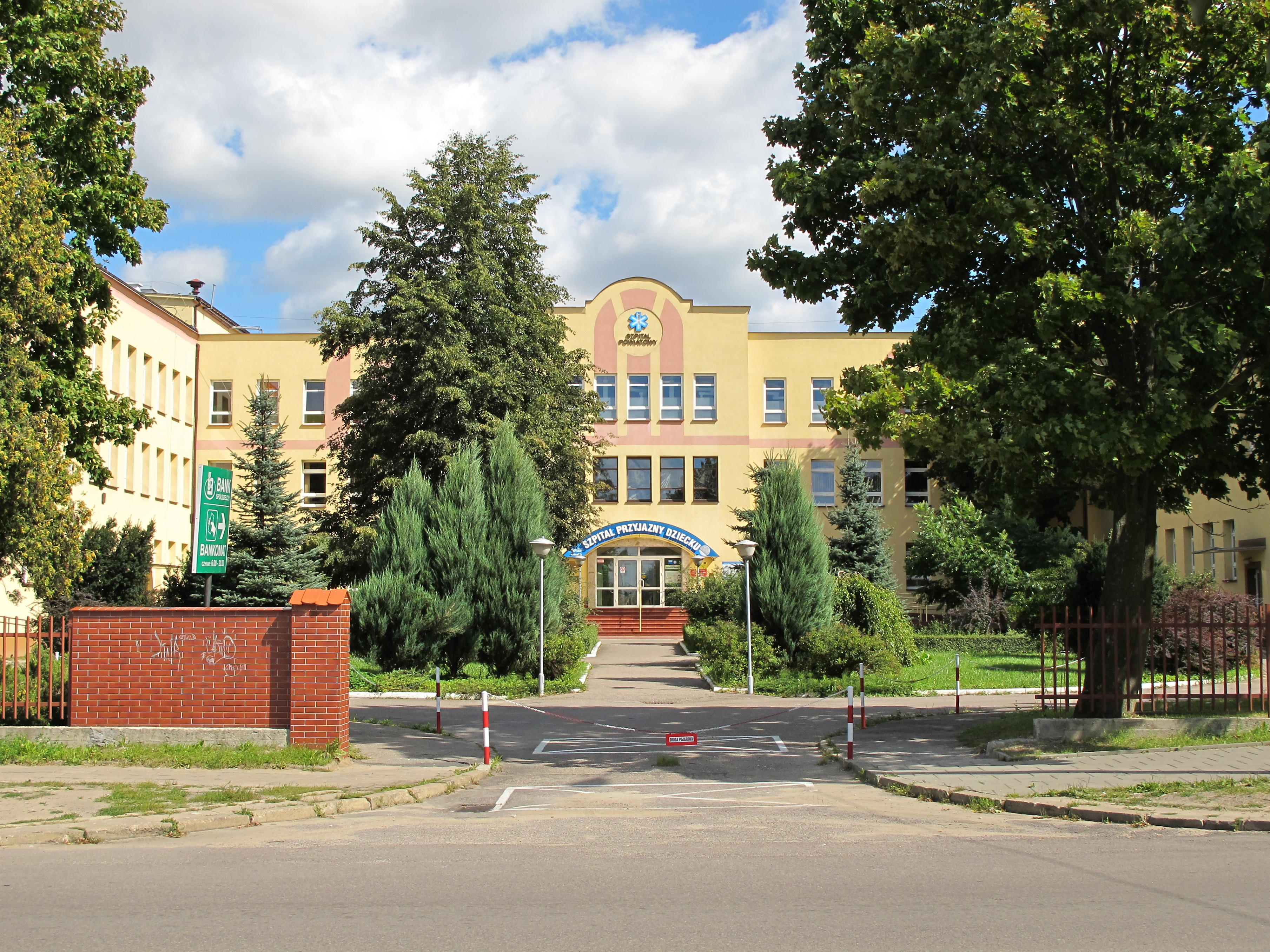
Szpital Powiatowy w Bielsku Podlaskim

- 1944–1956 – działa Powiatowy Urząd Bezpieczeństwa Publicznego w Bielsku Podlaskim. Najliczniejsza obsada Urzędu była w 1946 roku gdy pracowało tam 60 funkcjonariuszy. W 1947 roku obsada zmniejszyła się w związku z zakończeniem głównych walk z oddziałami partyzantki antykomunistycznej związanym z amnestią 1947 roku. W całym okresie istnienia Urzędu funkcjonariusze narodowości białoruskiej stanowili ponad połowę kadry, ale wśród kadry kierowniczej dominowali Polacy[29]
- 1956 jesień – ujawnia się działająca w konspiracji Komenda Powiatowa Bielsk Podlaski Narodowego Zjednoczenia Wojskowego
- 1984 – w ratuszu powstało muzeum

### III Rzeczpospolita

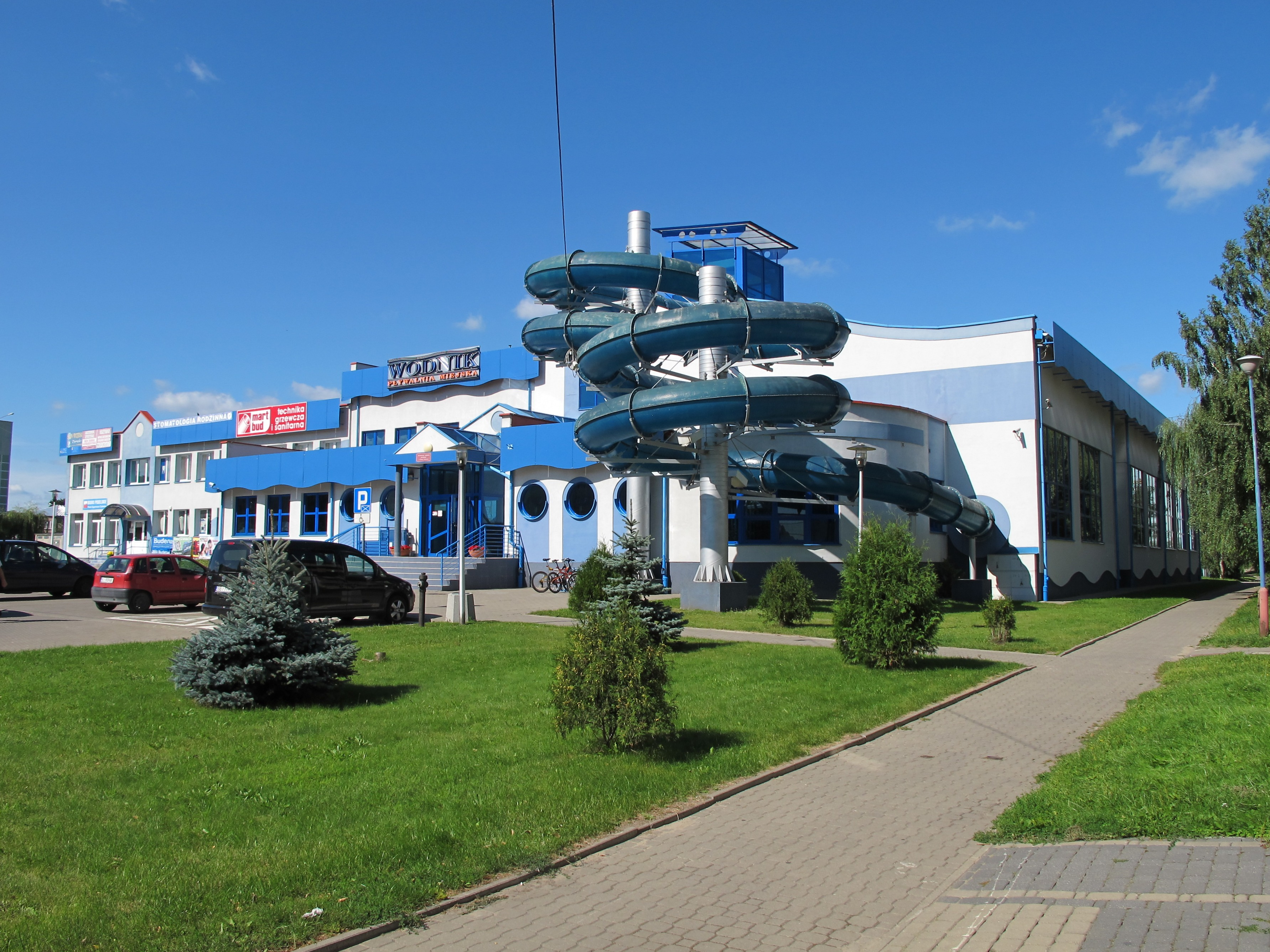
Pływalnia miejska „Wodnik” przy ulicy Kazimierzowskiej 3B w Bielsku Podlaskim

- 1991 – wydano pierwszy numer Ukraińskiego Pisma Podlasia „Над Бугом і Нарвою” (Nad Bugiem i Narwią)
- 1992 – powstał Związek Ukraińców Podlasia
- 1994 – w Bielskim Domu Kultury odbywa się pierwsza z serii Jesień Bardów organizowana do dzisiaj przez Związek Młodzieży Białoruskiej w RP
- 2015 – decyzja o powstaniu nowej filii WORD w Bielsku Podlaskim, przez rok będzie przeprowadzany egzamin w kategoriach: AM, A1, A2, A, B1 oraz B[30]
- 2016 – pierwszy samochodowy rajd w Bielsku Podlaskim[31]

## Zabytki
- Grodzisko średniowieczne (XIII w.) zwane Górą Zamkową bądź Łysą Górką. Gród został zniszczony przez Krzyżaków w 1373 roku, jednak później go odbudowano. Na górze zamkowej w XVI wieku znajdował się drewniany zamek, który spłonął od pioruna podczas obrad możnych litewskich w 1564 roku, gdy w mieście przebywał król Zygmunt August. W pobliżu zamku znajdowały się zabudowania gospodarcze, w tym stajnie królewskie.
- Ratusz późnobarokowy (po 1776) proj. Jan Sękowski
- Zespół kościoła i klasztoru karmelitów ufundowany przez Adama Kazanowskiego starostę bielskiego od 1638 i poświęcony Matce Boskiej z góry Karmel. Przedsięwzięcie również finansowała jego żona Elżbieta (Halszka) Słuszczanka
  - Kościół NMP z Góry Karmel z 1641, późnobarokowy, przebudowany po pożarze w 1784 (po powstaniu listopadowym przekształcony na cerkiew, ponownie kościół od 1921)
  - Klasztor karmelitów trzewiczkowych z 1641, barokowy (po pożarze w 1784 nie odbudowano dwóch skrzydeł)
  - ogrodzenie z basztami i bramą
  - kapliczka

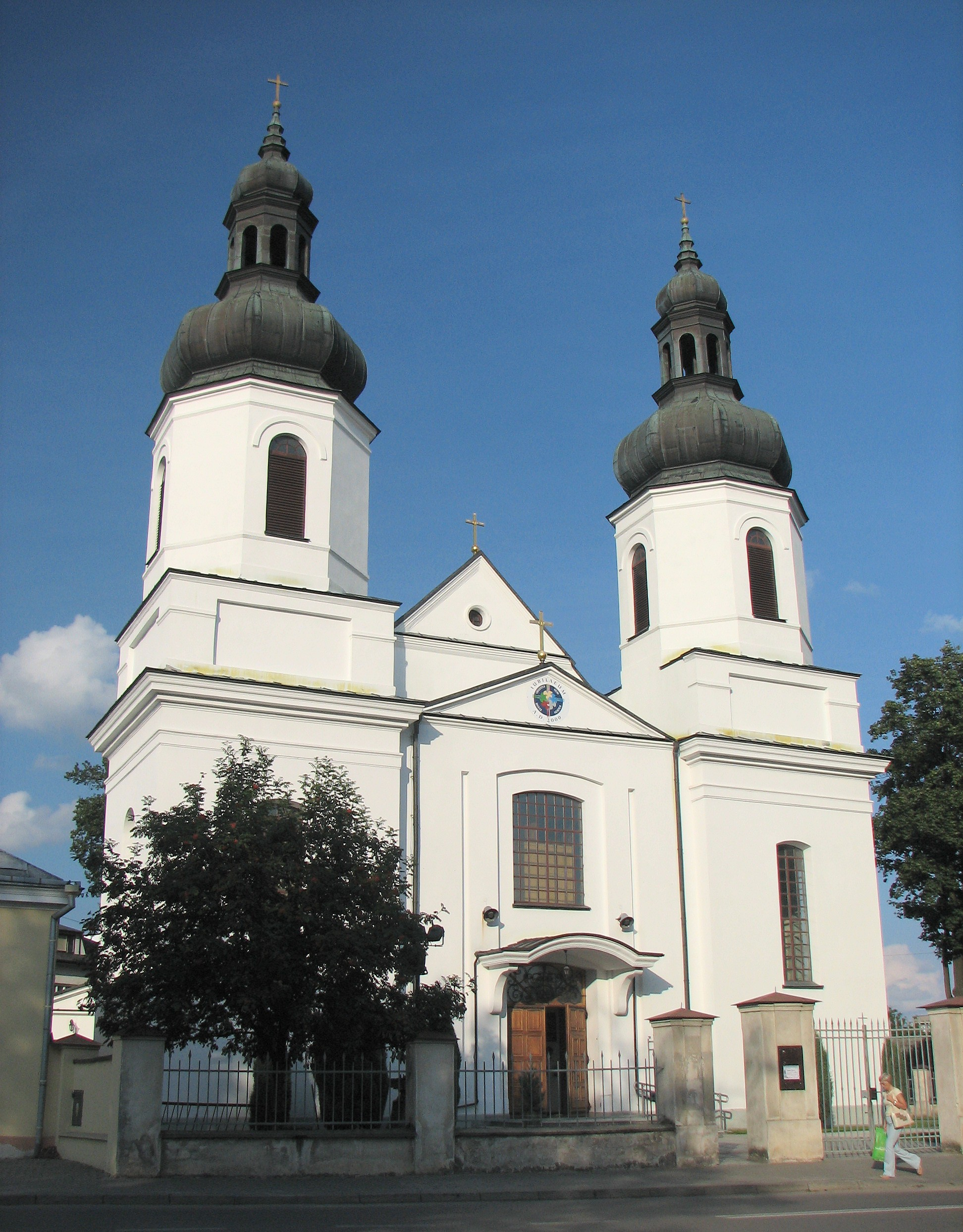
Kościół pokarmelicki z 1641
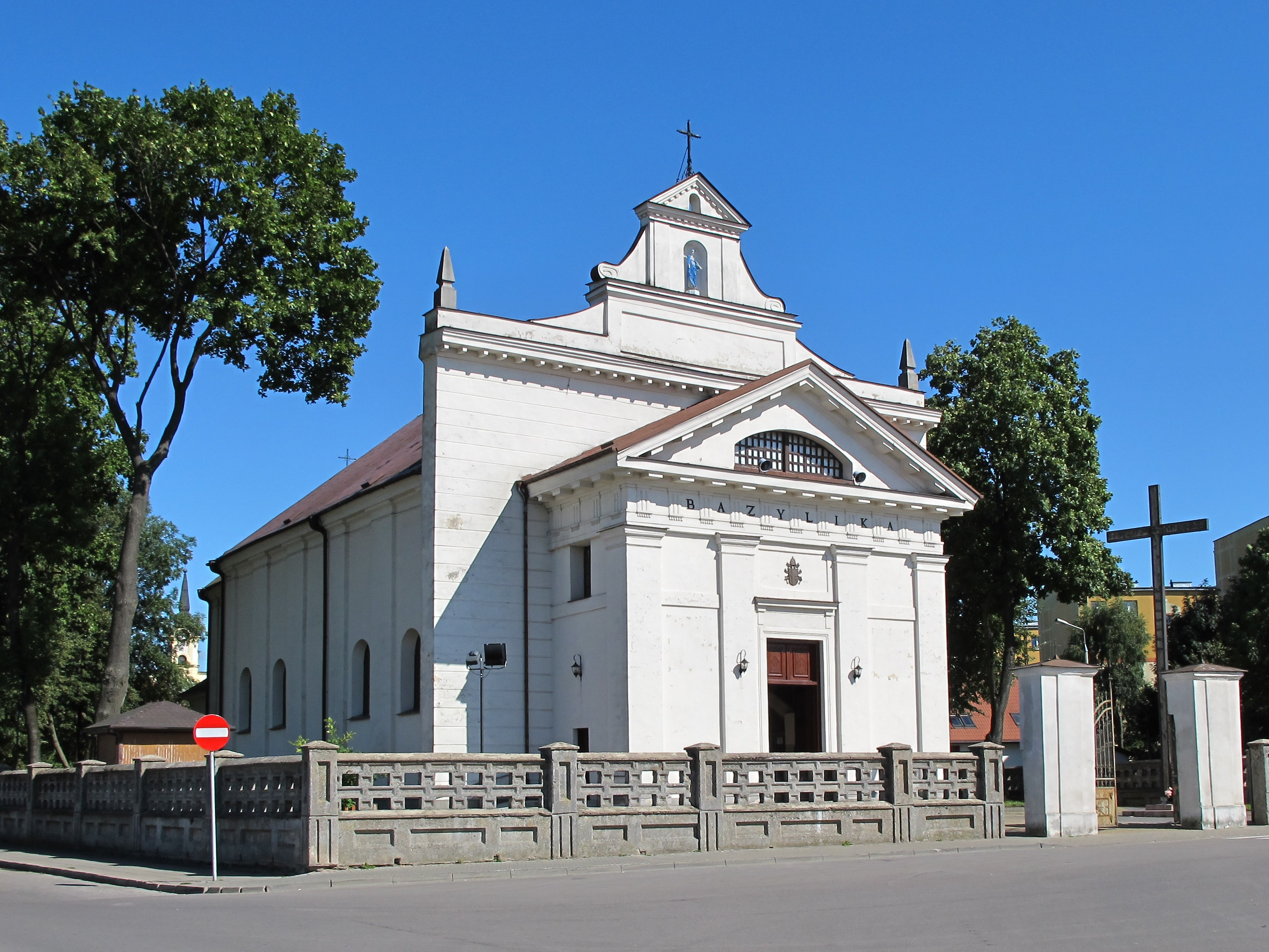
Klasycystyczna Bazylika Narodzenia Najświętszej Maryi Panny i św. Mikołaja z 1783
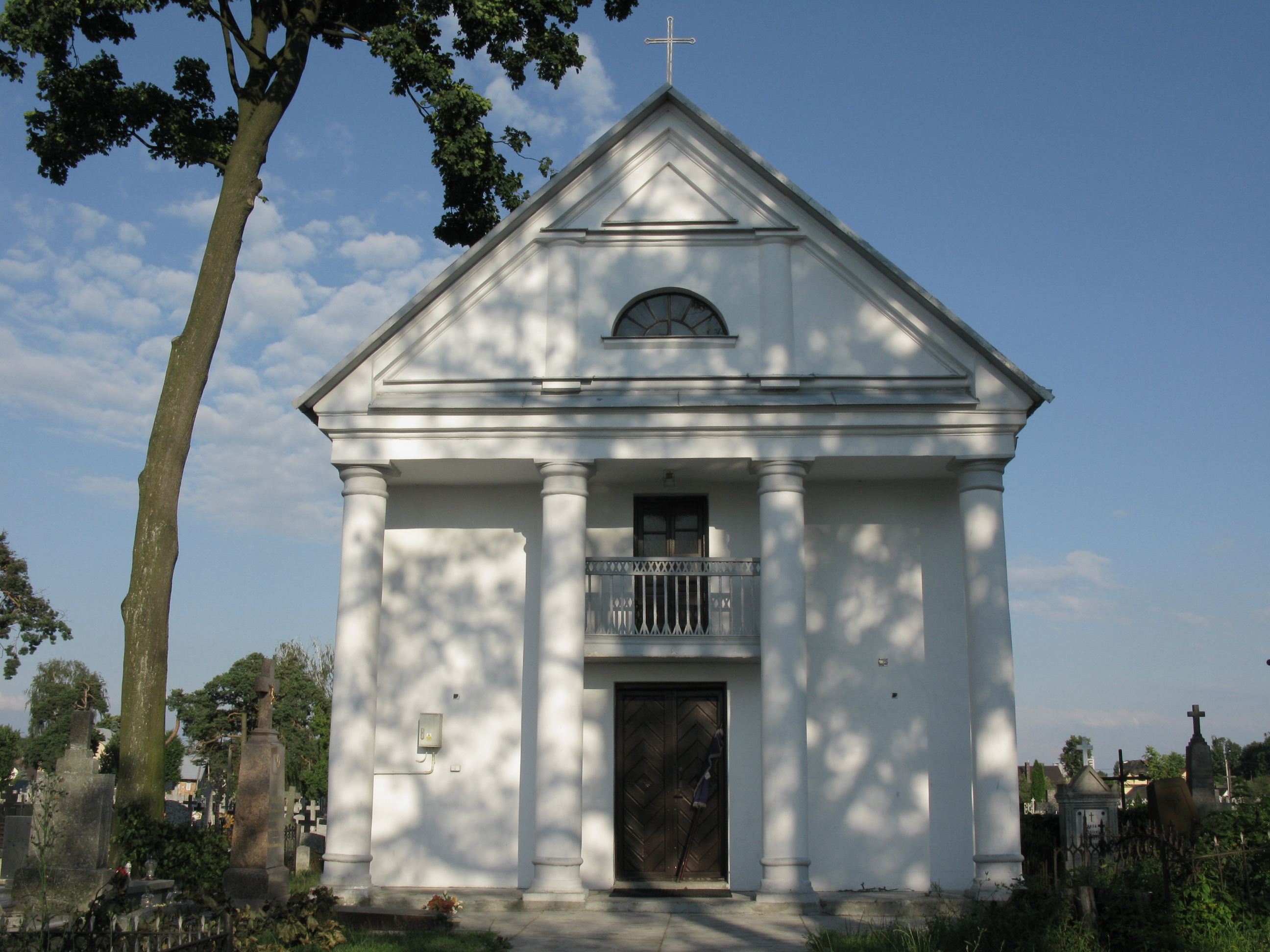
Kaplica cmentarna św. Wincentego à Paulo.
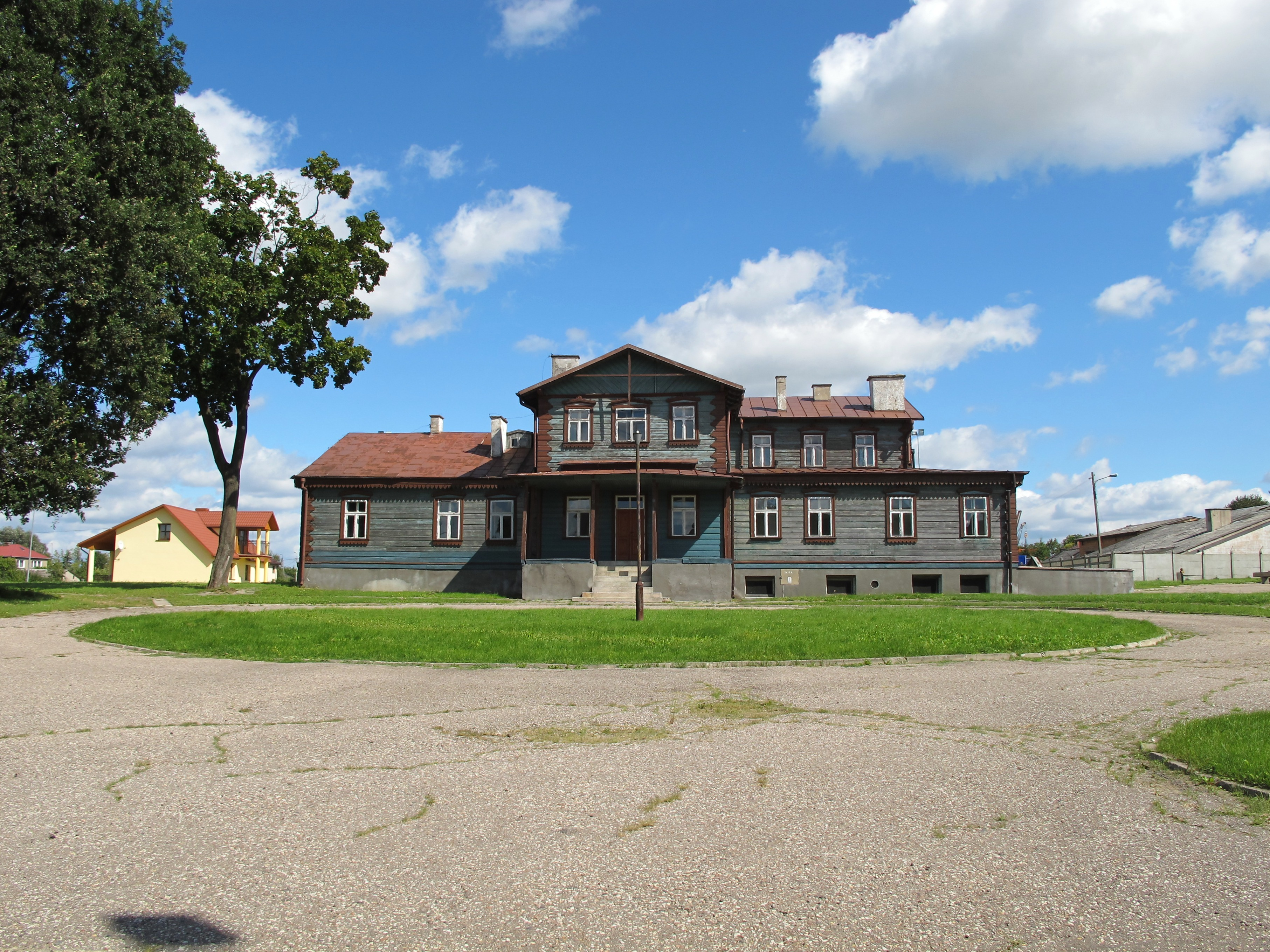
Dworek Smulskich
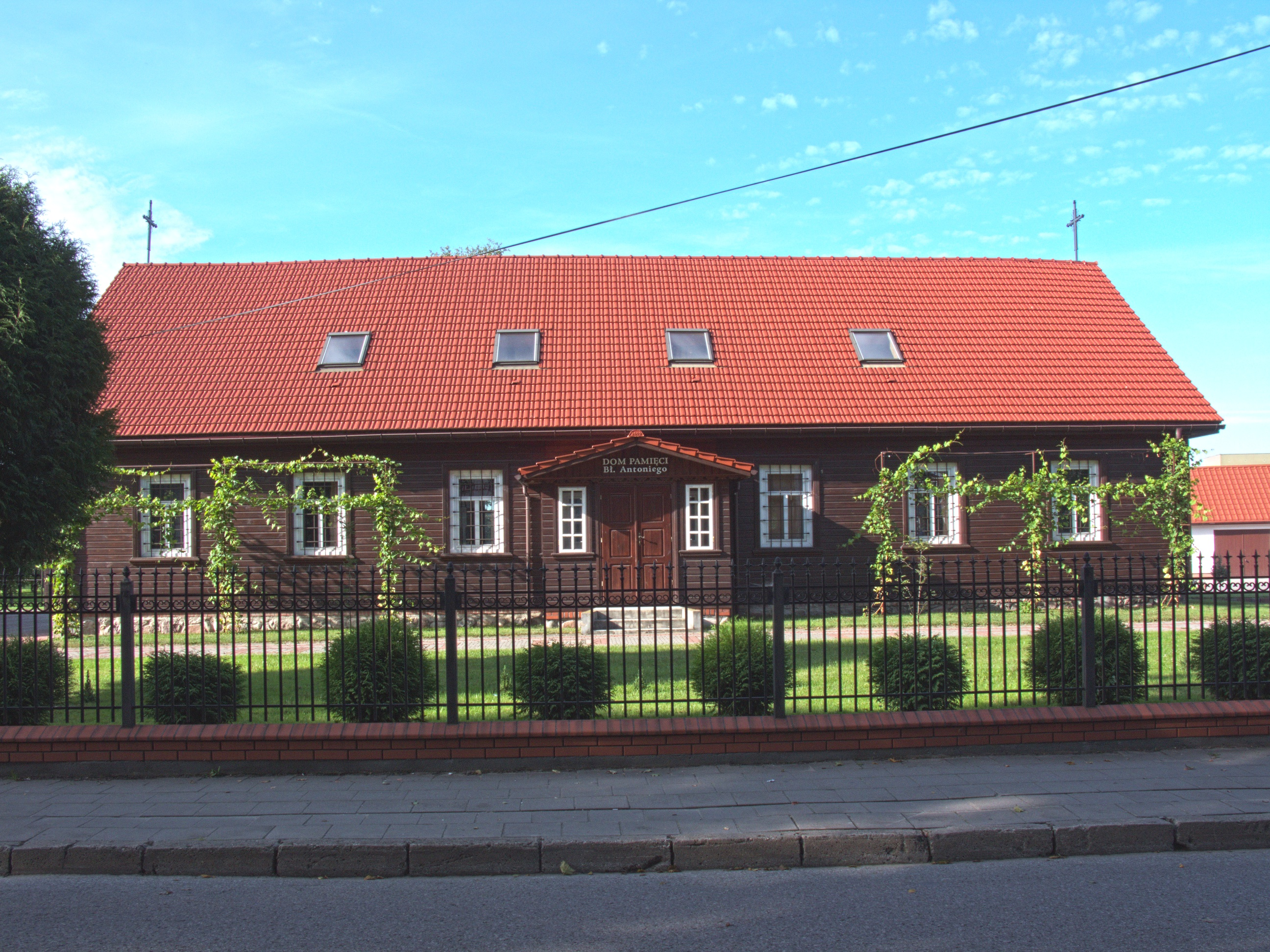
Zabytkowa plebania z 1900

- Bazylika Narodzenia NMP i św. Mikołaja, zbudowana w 1783 według projektu Szymona Bogumiła Zuga w stylu klasycystycznym, pierwsza wzmianka XV w.
  - dzwonnica w stylu klasycystycznym z 1843
  - ołtarz główny z barokowym obrazem Augustyna Mirysa Matka Boska nawiedza św. Elżbietę,
  - obraz Ukrzyżowanie z 1622 z epitafium poświęconym Hannie Kadłubowskiej, żonie pisarza bielskiego Stanisława Kuleszy
  - plebania drewniana z 1900
- Cerkiew konkatedralna Narodzenia Przenajświętszej Bogurodzicy tzw. zamkowa z końca XVI w. (do 1839 unicka), drewniana (parafialna)
- Cerkiew św. Michała (zbudowana w 1789, wieża z 1914) (do 1839 unicka), drewniana (parafialna)
- Cerkiew Zmartwychwstania Pańskiego na Hołowiesku z 1716 (do 1839 unicka), drewniana[a] (parafialna)
- Cerkiew cmentarna Świętej Trójcy, ufundowana pierwotnie przez królową Bonę (po 1533), od 1596 unicka, istniała do 1774. Odbudowana na przełomie XVIII i XIX w., od 1839 prawosławna. W połowie XIX wieku przeniesiona z dzielnicy Nowe Miasto na cmentarz. Obecnie podlega parafii Opieki Matki Bożej
- Kaplica św. Mikołaja
- Kaplica św. Jerzego

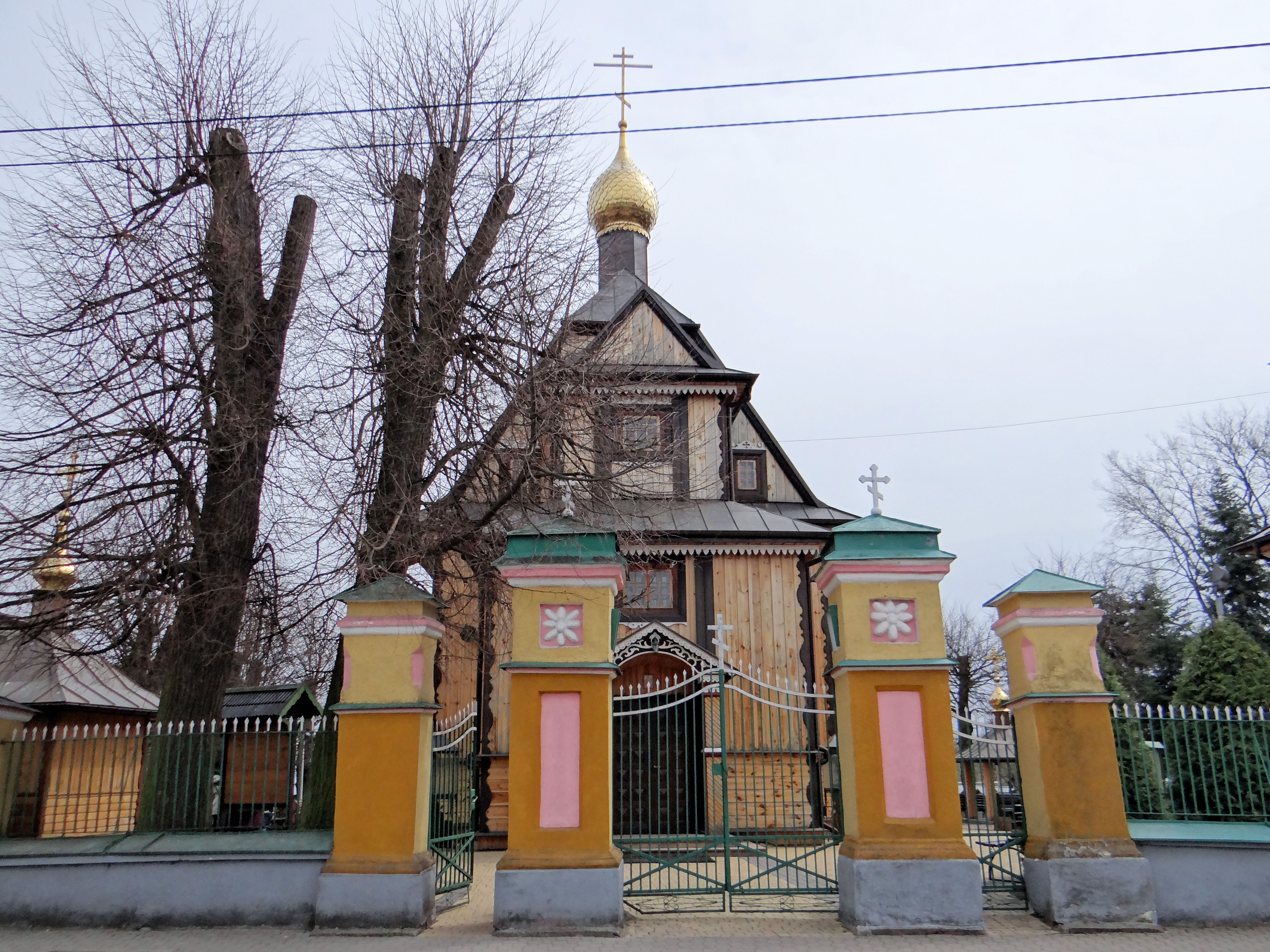
Cerkiew konkatedralna Narodzenia Przenajświętszej Bogurodzicy z XVIII w.
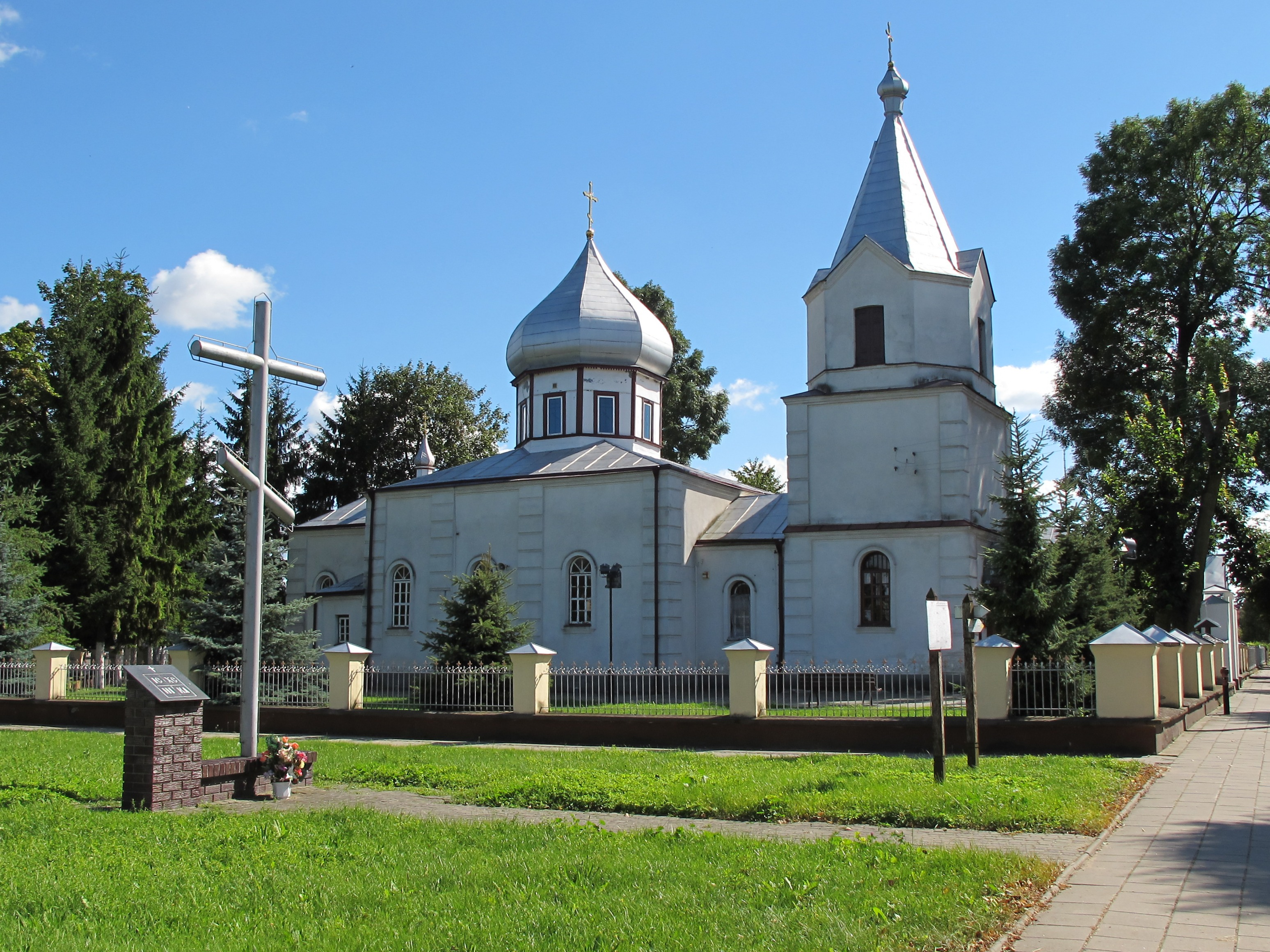
Cerkiew Zmartwychwstania Pańskiego na Hołowiesku z ok. 1716
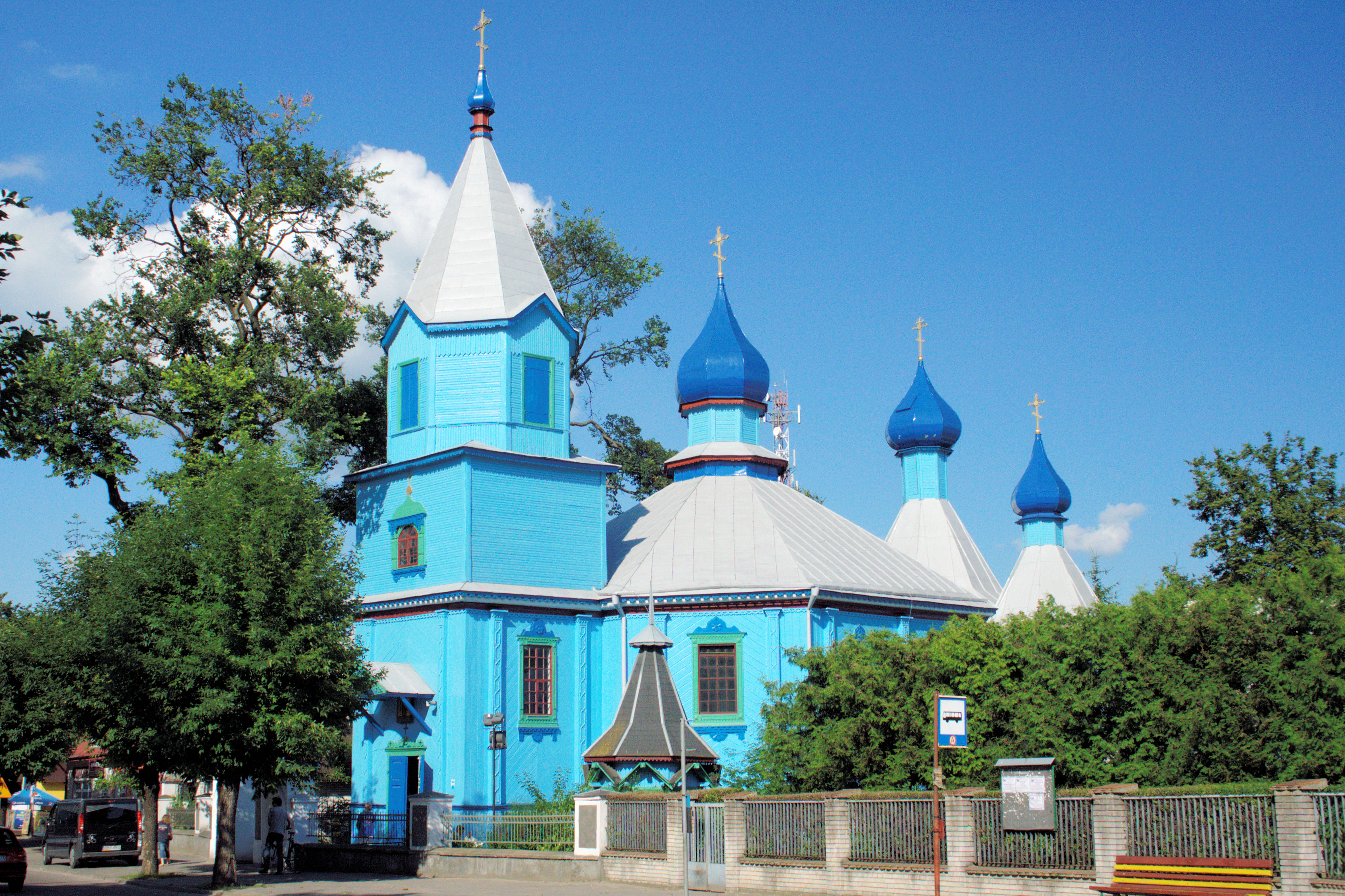
Cerkiew św. Michała z 1789 r. (stan w 2010 r.)
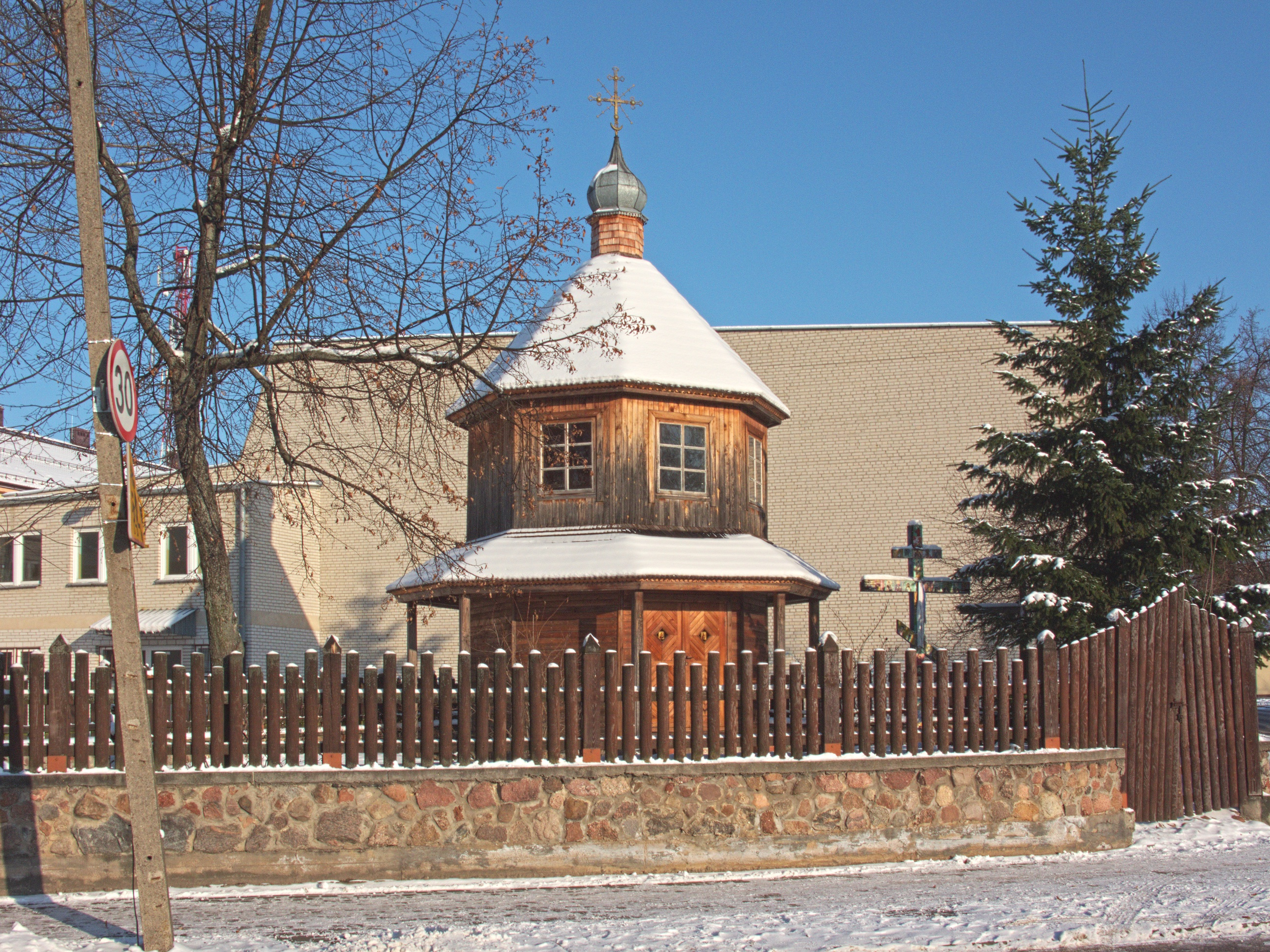
Prawosławna Kaplica św. Mikołaja
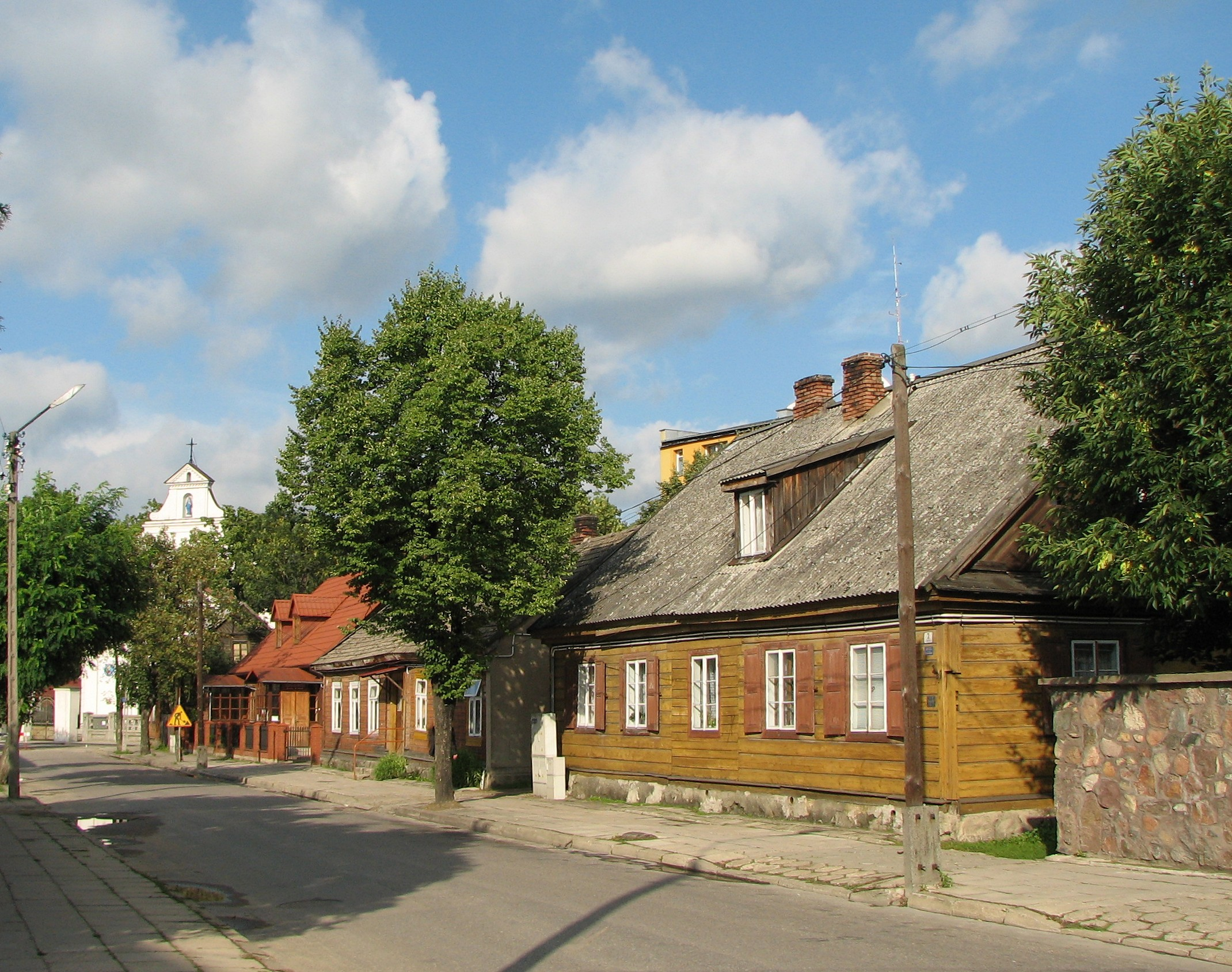
Ulica Kościuszki ze starą zabudową drewnianą

- Cmentarz żydowski z nagrobkami pochodzącymi z okresu od 1850
- Kaplica cmentarna pw. św. Wincentego a Paulo, 1859, nr rej.: A-125 z 3.11.1966
- Zajazd z poł. XIX wieku, ul. Henryka Sienkiewicza 8, nr rej.: 251 z 3.11.1966
- Urbanistyczny układ miejski z XV wieku
- Park przy dawnym dworze w Hołowiesku
- Cmentarz wojenny, ul. Białowieska
- Dom przy ul. Dubicze 20, drewniany, z końca XVIII w., nr rej.: 440 z 30.03.1979

## Transport

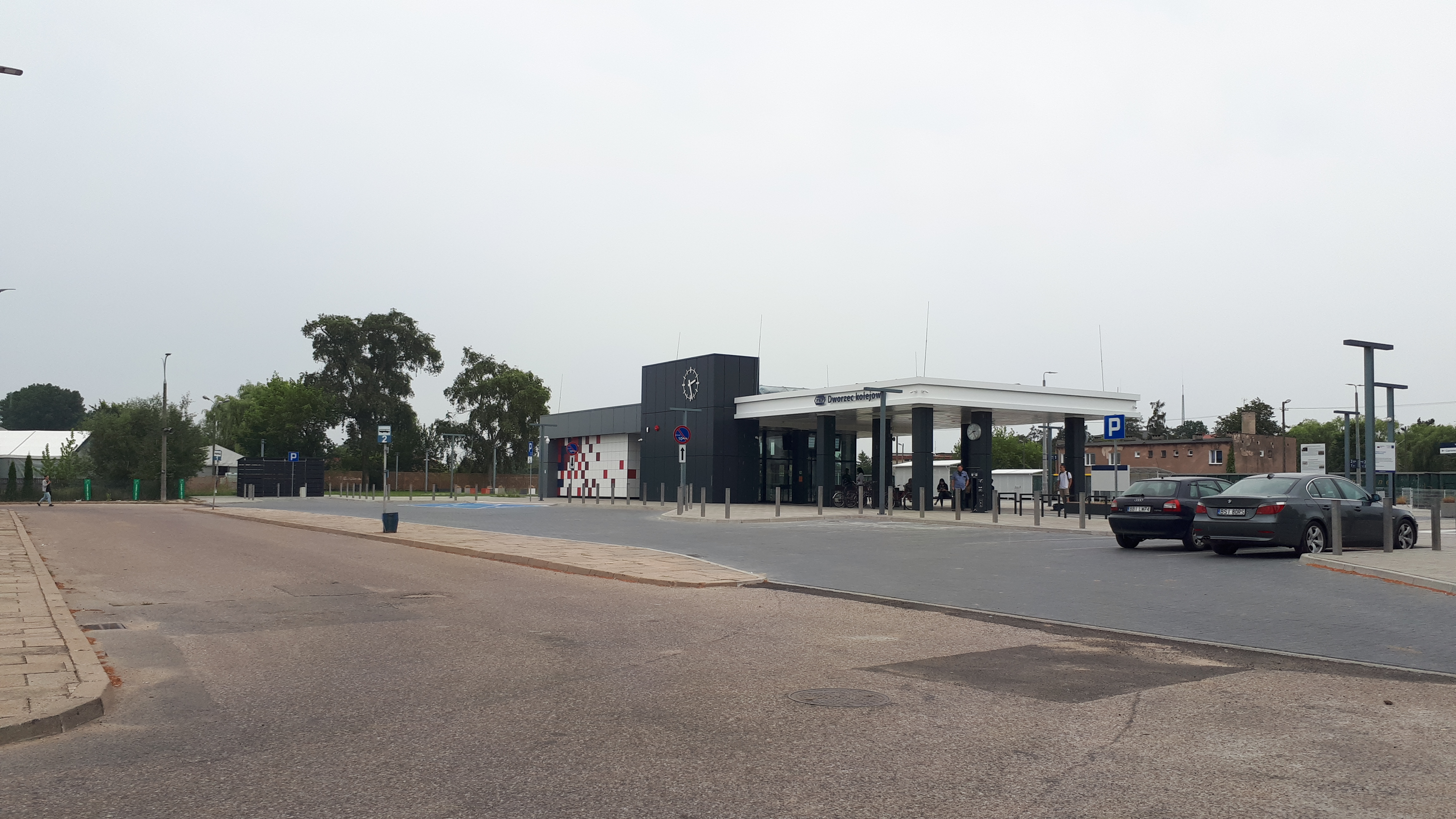
Dworzec kolejowy w Bielsku Podlaskim

W mieście krzyżują się drogi krajowe i wojewódzkie:
- droga krajowa nr 19: Rzeszów – Lublin – Siemiatycze – Bielsk Podlaski – Białystok – Kuźnica Białostocka
- droga krajowa nr 66: Zambrów – Wysokie Mazowieckie – Bielsk Podlaski – Połowce
- droga wojewódzka nr 689: Bielsk Podlaski – Hajnówka – Białowieża

Przez miasto przebiega linia kolejowa Białystok – Czeremcha (i dalej do Brześcia). Znajduje się tutaj stacja kolejowa.
W 2010 na terenie szpitala przy ulicy Kleszczelowskiej 1 otwarto lądowisko sanitarne.

### Komunikacja miejska
W Bielsku Podlaskim kursują 4 linie komunikacji miejskiej. Obsługą komunikacji zajmuje się Przedsiębiorstwo Komunalne Sp. z o.o. w Bielsku Podlaskim.
Linię numer 1 obsługują nowoczesne autobusy elektryczne z systemem audiowizualnym informacji pasażerskiej.
Również wdrożony jest elektroniczny system rozkładów online komunikacji miejskiej – KiedyPrzyjedzie.
Jako jedno z nielicznych miast w Polsce, Bielsk Podlaski ma darmową komunikację miejską.

## Kultura

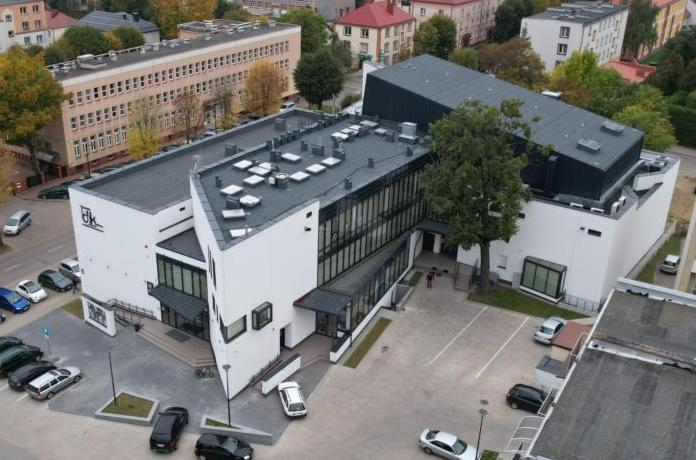
Bielski Dom Kultury

W Bielsku Podlaskim znajduje się Bielski Dom Kultury. W mieście również były kręcone zdjęcia do melodramatu filmowego „Znachor” z 1981 w reżyserii Jerzego Hoffmana.

## Oświata

### Szkoły podstawowe
- Szkoła Podstawowa nr 2 im. kpt. Władysława Wysockiego
- Szkoła Podstawowa nr 3 z Dodatkową Nauką Języka Białoruskiego im. Jarosława Kostycewicza
- Szkoła Podstawowa nr 4 im. Adama Mickiewicza
- Szkoła Podstawowa nr 5 im. Szarych Szeregów
- Niepubliczna Szkoła Podstawowa nr 1 św. abp. Łukasza Wojno-Jasienieckiego

### Licea ogólnokształcące
- I Liceum Ogólnokształcące im. Tadeusza Kościuszki
- II Liceum Ogólnokształcące z Białoruskim Językiem Nauczania im. Bronisława Taraszkiewicza

### Technikum
- Zespół Szkół nr 1 im. Marszałka Józefa Klemensa Piłsudskiego
- Zespół Szkół nr 4 im. Ziemi Podlaskiej

## Media

### Telewizja
- TV Podlasie – Lokalna telewizja istniejąca od 2008 r. emitowana w sieci kablowej TVK Hajnówka Sp.j.

### Prasa
- Gazeta Współczesna – Redakcja w Bielsku Podlaskim przy ulicy Mickiewicza 65
- Kurier Poranny – Redakcja i biuro ogłoszeń w Bielsku Podlaskim przy ulicy Mickiewicza 65
- Над Бугом і Нарвою – Redakcja przy ulicy Ogrodowej 13, skr. poczt. 77
- Бельскі гостінэць – Redakcja przy ulicy Leśnej 13

## Wspólnoty wyznaniowe
Na terenie miasta działalność religijną prowadzą następujące związki wyznaniowe:

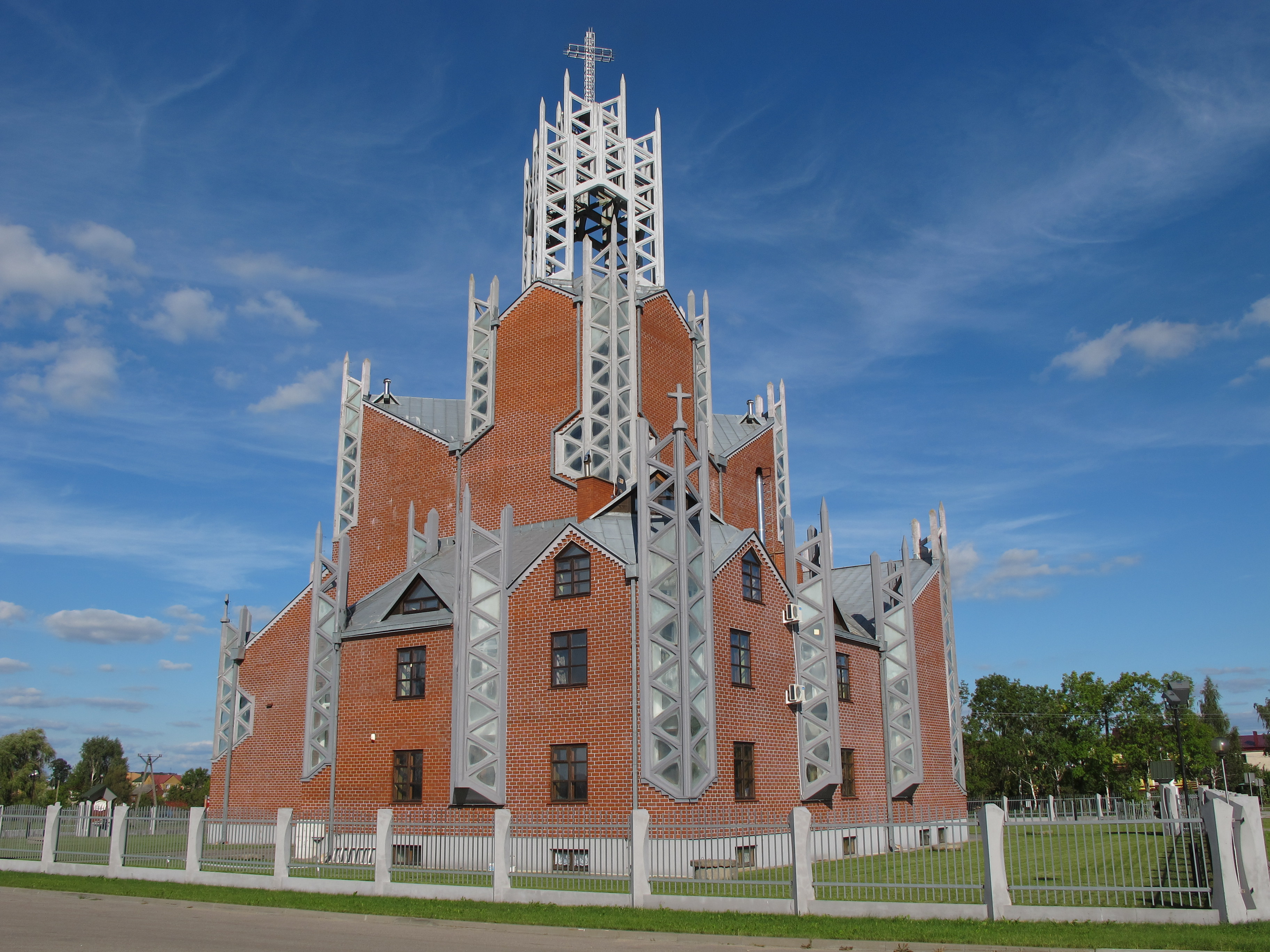
Kościół Miłosierdzia Bożego

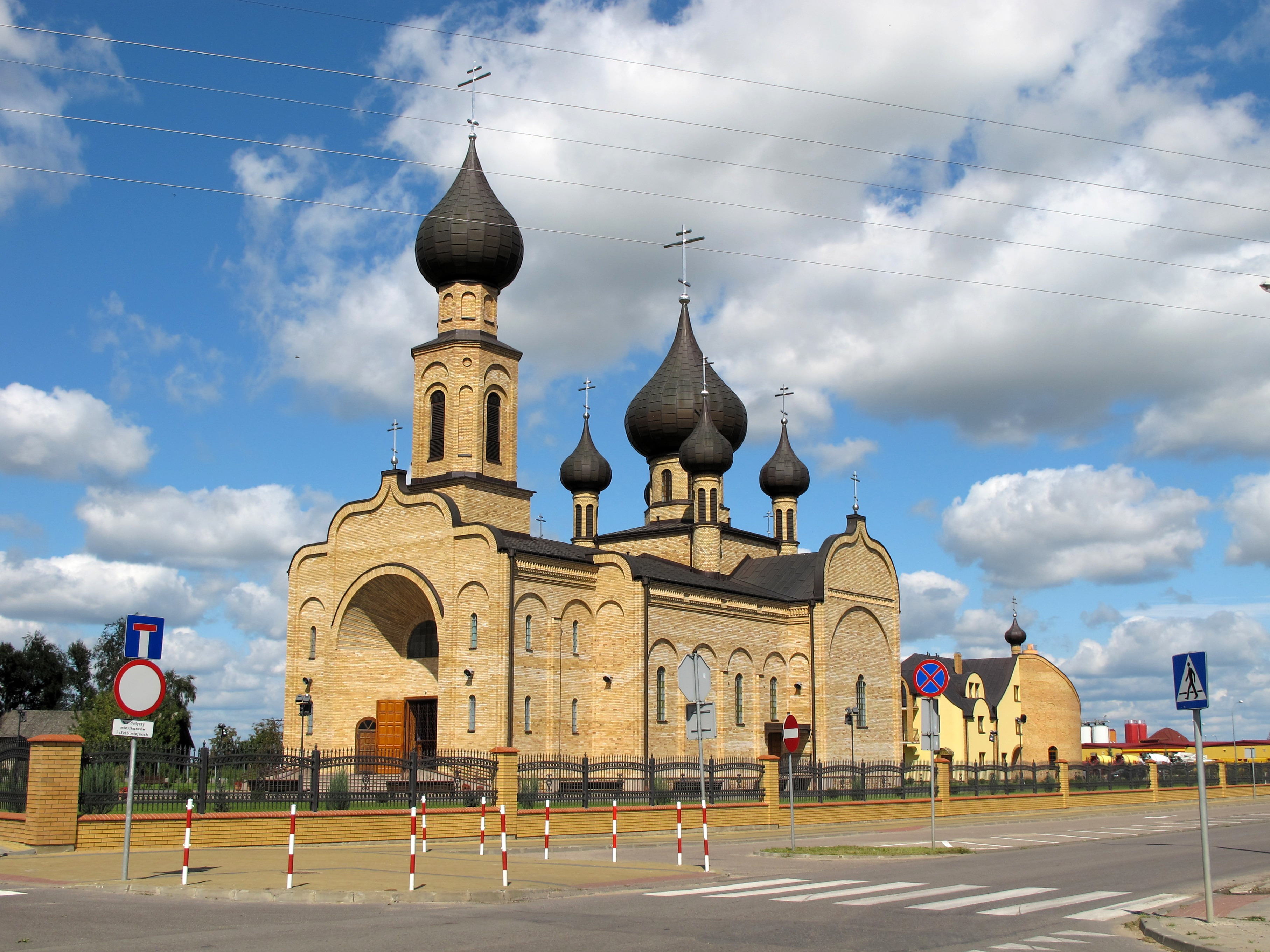
Cerkiew Zaśnięcia Najświętszej Maryi Panny

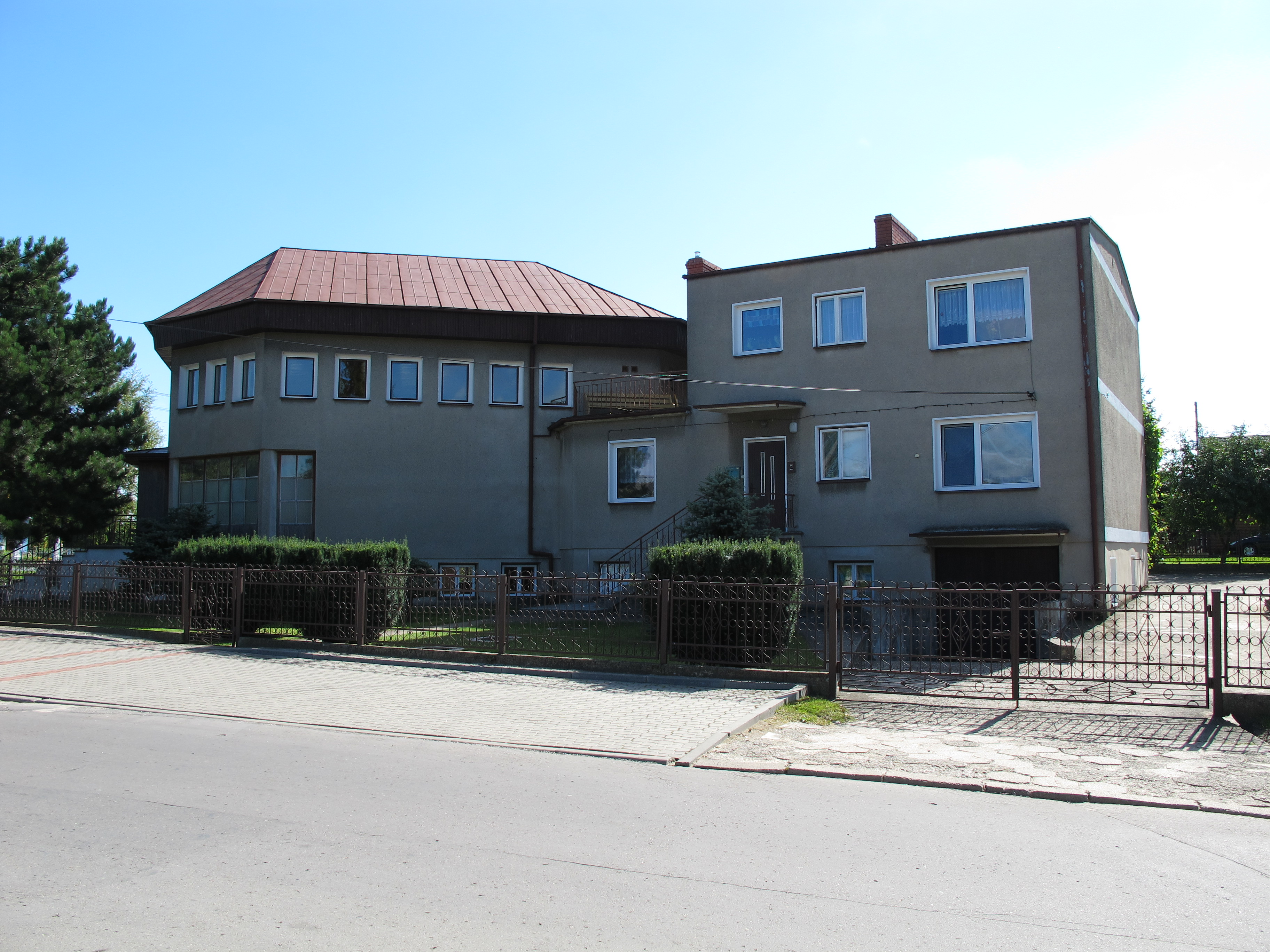
Zbór Kościoła Chrześcijan Baptystów przy ulicy Kazimierzowskiej 40

### Kościół Adwentystów Dnia Siódmego
- Zbór Kościoła Adwentystów Dnia Siódmego w Bielsku Podlaskim

### Polski Autokefaliczny Kościół Prawosławny
- Parafia Narodzenia Przenajświętszej Bogurodzicy
  - Cerkiew konkatedralna Narodzenia Najświętszej Maryi Panny
- Parafia Opieki Matki Bożej
  - Cerkiew Opieki Matki Bożej
  - Cerkiew cmentarna Świętej Trójcy
- Parafia św. Michała Archanioła
  - Cerkiew św. Michała Archanioła
  - Kaplica Świętej Trójcy przy Policealnym Studium Ikonograficznym
- Parafia Zaśnięcia Przenajświętszej Bogurodzicy
  - Cerkiew Zaśnięcia Najświętszej Maryi Panny
- Parafia Zmartwychwstania Pańskiego
  - Cerkiew Zmartwychwstania Pańskiego

### Kościół Chrześcijan Baptystów
- Zbór Kościoła Chrześcijan Baptystów w Bielsku Podlaskim

### Kościół Chrystusowy
- zbór Kościoła Chrystusowego w Bielsku Podlaskim

### Kościół katolicki
- Parafia Matki Bożej z Góry Karmel
  - Kościół Matki Bożej z Góry Karmel
- Parafia Miłosierdzia Bożego
  - Kościół Miłosierdzia Bożego
- Parafia Najświętszej Opatrzności Bożej
- Parafia Narodzenia Najświętszej Maryi Panny i św. Mikołaja
  - Bazylika Narodzenia Najświętszej Maryi Panny i św. Mikołaja

### Kościół Zielonoświątkowy
- zbór Kościoła Zielonoświątkowego

### Świadkowie Jehowy
- zbór Świadków Jehowy[35]

## Sport

### Piłka Nożna
- Tur Bielsk Podlaski – IV Liga

### Koszykówka
- KKS Tur Basket Bielsk Podlaski – II Liga

## Urodzeni
- Emilian Adamiuk – rosyjski lekarz okulista pochodzenia białoruskiego
- Nadzieja Artymowicz, białoruska poetka
- Eugeniusz Berezowiec, burmistrz Miasta w latach 2002–2013
- Mina Bern, polska i amerykańska aktorka i śpiewaczka żydowskiego pochodzenia
- Wojciech Borecki, polski trener piłkarski
- Jarosław Borowski, samorządowiec, burmistrz Miasta od 2013
- Bogdan Borowski, wokalista disco polo
- Petro Bujko, ukraiński lekarz urolog-ginekolog pochodzenia białoruskiego
- Małgorzata Dmitruk, malarka pochodzenia białoruskiego
- Lech Feszler, polski senator
- Doroteusz Fionik, etnograf, historyk, animator kultury białoruskiej na Podlasiu
- Ignacy Fonberg, chemik
- Marcin ks. Giedrojc h. wl. – Dzierżawca Bielska
- Jerzy Hawryluk, poeta, historyk, działacz ukraińskiej mniejszości narodowej w Polsce
- Jerzy Kalina, reżyser pochodzenia białoruskiego
- Ojciec Leon Knabit, polski benedyktyn
- Stefan Kamasa, polski muzyk
- Cezary Kosiński, polski aktor
- Wiktor Kozłowski, leśnik, powstaniec listopadowy
- Józef Lewartowski, polityk i działacz społeczny żydowskiego pochodzenia, przywódca Bloku Antyfaszystowskiego w getcie warszawskim
- Kamila Lićwinko, lekkoatletka
- Iosif Łangbard, białoruski i radziecki architekt
- Jerzy Plutowicz, poeta
- Małgorzata Prokopiuk-Kępka, dziennikarka
- Maciej Radel, aktor
- Romuald Radziwiłłowicz, oficer sztabu Okręgu Warszawa AK, w Powstaniu warszawskim dowódca Batalionu Zaremba-Piorun
- Kamil Skrzypkowski, siatkarz
- Dariusz Snarski, bokser, olimpijczyk
- Andrzej Stepaniuk, polityk, burmistrz Miasta w latach 1994–2002, nauczyciel języka białoruskiego
- Julian Sztatler, pianista
- Kpt. Władysław Wysocki, oficer
- Włodzimierz Zakrzewski, malarz, grafik, plakacista

## Miasta partnerskie

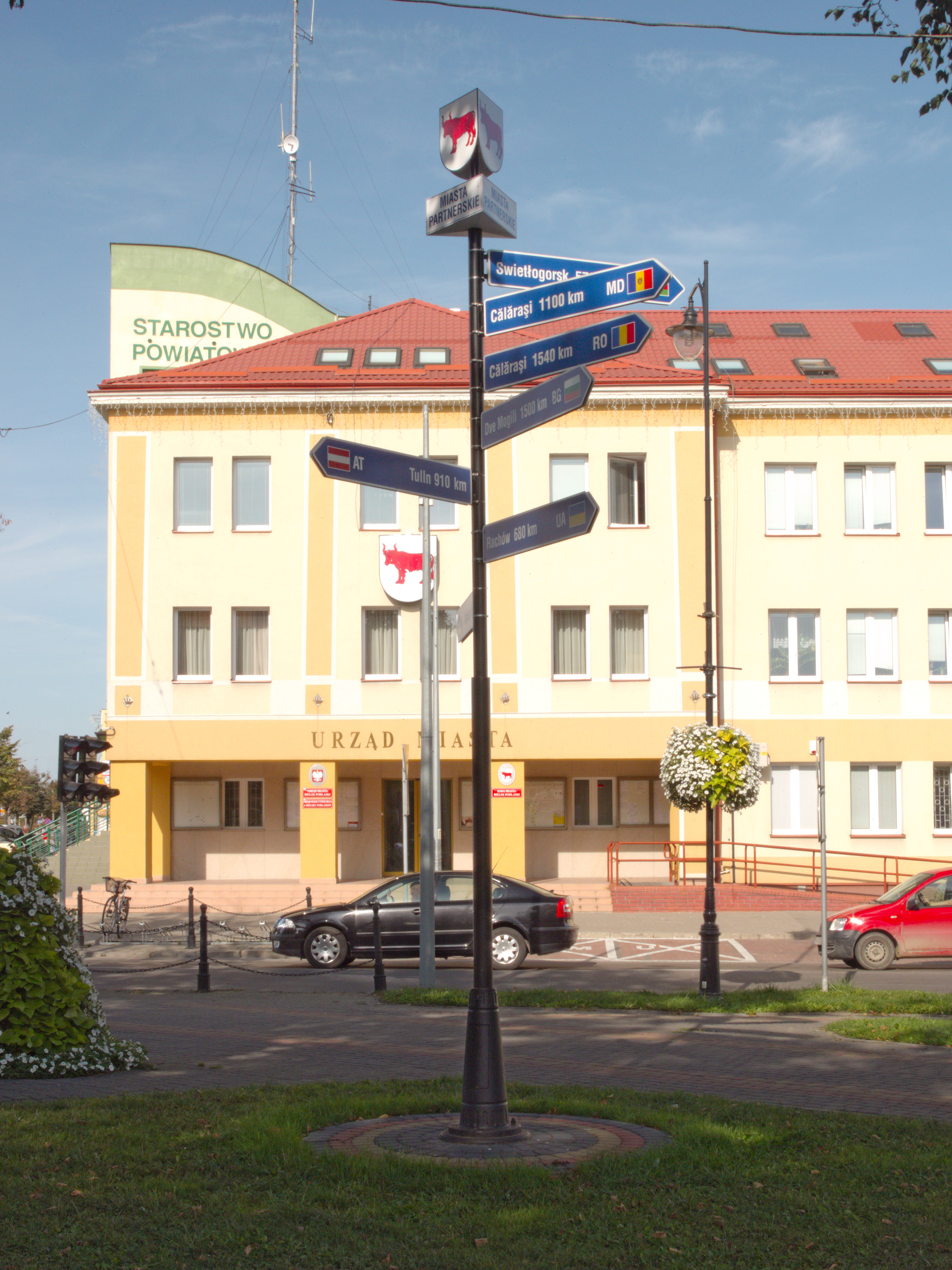
Drogowskaz z miastami partnerskimi Bielska Podlaskiego

- Călărași, Mołdawia (2008)
- Călărași, Rumunia (2010)
- Dwe Mogili, Bułgaria (2010)
- Rachów, Ukraina (2012)

## Odznaczenia
- Order Krzyża Grunwaldu III klasy (1985)[36]